# Список персонажей JoJo’s Bizarre Adventure
Ниже представлен список персонажей, посвящённый манге JoJo’s Bizarre Adventure.

## Семейное древо Джостаров
Ниже представлено семейное древо Джостаров и побочное древо Дио Брандо. Справа малыми цифрами обозначены части манги, в которых появись персонажи:
|  | Потомки Джостаров — главные герои каждой части манги |
|  | Дио Брандо                                           |
|  | Остальные персонажи, связанные с семьёй Джостаров    |

|   |   |   |   |                                              |                                              |                                              |                                              |                                               |                                               |                                                            |                                                            | Мэри Джостар (яп. メアリー・ジョースター) (18?? — 1868)    | Мэри Джостар (яп. メアリー・ジョースター) (18?? — 1868)    | Мэри Джостар (яп. メアリー・ジョースター) (18?? — 1868)              | Мэри Джостар (яп. メアリー・ジョースター) (18?? — 1868)              | Мэри Джостар (яп. メアリー・ジョースター) (18?? — 1868)              | Мэри Джостар (яп. メアリー・ジョースター) (18?? — 1868)              |                                                                      |                                                                      |                                                                 |                                                                 |                                                                                       |                                                                                       | Джордж Джостар (яп. ジョージ・ジョースター)1 (18?? — 1888)                            | Джордж Джостар (яп. ジョージ・ジョースター)1 (18?? — 1888)                            | Джордж Джостар (яп. ジョージ・ジョースター)1 (18?? — 1888)                            | Джордж Джостар (яп. ジョージ・ジョースター)1 (18?? — 1888)                            | Джордж Джостар (яп. ジョージ・ジョースター)1 (18?? — 1888) | Джордж Джостар (яп. ジョージ・ジョースター)1 (18?? — 1888) |                                                         |                                              |  |  |                                                    |                                                    |                                                    |                                                    |                                                                                             |                                                                                             |                                                                                             |                                                                                             |                                                                                             |                                                                                             |   |   |   |   |
|   |   |   |   |                                              |                                              |                                              |                                              |                                               |                                               |                                                            |                                                            | Мэри Джостар (яп. メアリー・ジョースター) (18?? — 1868)    | Мэри Джостар (яп. メアリー・ジョースター) (18?? — 1868)    | Мэри Джостар (яп. メアリー・ジョースター) (18?? — 1868)              | Мэри Джостар (яп. メアリー・ジョースター) (18?? — 1868)              | Мэри Джостар (яп. メアリー・ジョースター) (18?? — 1868)              | Мэри Джостар (яп. メアリー・ジョースター) (18?? — 1868)              |                                                                      |                                                                      |                                                                 |                                                                 |                                                                                       |                                                                                       | Джордж Джостар (яп. ジョージ・ジョースター)1 (18?? — 1888)                            | Джордж Джостар (яп. ジョージ・ジョースター)1 (18?? — 1888)                            | Джордж Джостар (яп. ジョージ・ジョースター)1 (18?? — 1888)                            | Джордж Джостар (яп. ジョージ・ジョースター)1 (18?? — 1888)                            | Джордж Джостар (яп. ジョージ・ジョースター)1 (18?? — 1888) | Джордж Джостар (яп. ジョージ・ジョースター)1 (18?? — 1888) |                                                         |                                              |  |  |                                                    |                                                    |                                                    |                                                    |                                                                                             |                                                                                             |                                                                                             |                                                                                             |                                                                                             |                                                                                             |   |   |   |   |
|   |   |   |   |                                              |                                              |                                              |                                              |                                               |                                               |                                                            |                                                            |                                                            |                                                            |                                                                      |                                                                      |                                                                      |                                                                      |                                                                      |                                                                      |                                                                 |                                                                 |                                                                                       |                                                                                       |                                                                                       |                                                                                       |                                                                                       |                                                                                       |                                                            |                                                            |                                                         |                                              |  |  |                                                    |                                                    |                                                    |                                                    |                                                                                             |                                                                                             |                                                                                             |                                                                                             | ?                                                                                           |                                                                                             |   |   |   |   |
|   |   |   |   |                                              |                                              |                                              |                                              |                                               |                                               |                                                            |                                                            |                                                            |                                                            |                                                                      |                                                                      |                                                                      |                                                                      |                                                                      |                                                                      |                                                                 |                                                                 |                                                                                       |                                                                                       |                                                                                       |                                                                                       |                                                                                       |                                                                                       |                                                            |                                                            |                                                         |                                              |  |  |                                                    |                                                    |                                                    |                                                    |                                                                                             |                                                                                             |                                                                                             |                                                                                             |                                                                                             |                                                                                             |   |   |   |   |
|   |   |   |   |                                              |                                              |                                              |                                              |                                               |                                               | Эрина Пендлтон (яп. エリナ・ペンドルトン)1 2 (1868 — 1949) | Эрина Пендлтон (яп. エリナ・ペンドルトン)1 2 (1868 — 1949) | Эрина Пендлтон (яп. エリナ・ペンドルトン)1 2 (1868 — 1949) | Эрина Пендлтон (яп. エリナ・ペンドルトン)1 2 (1868 — 1949) | Эрина Пендлтон (яп. エリナ・ペンドルトン)1 2 (1868 — 1949)           | Эрина Пендлтон (яп. エリナ・ペンドルトン)1 2 (1868 — 1949)           |                                                                      |                                                                      | Джонатан Джостар (яп. ジョナサン・ジョースター)1 (1867 — 1889)       | Джонатан Джостар (яп. ジョナサン・ジョースター)1 (1867 — 1889)       | Джонатан Джостар (яп. ジョナサン・ジョースター)1 (1867 — 1889)  | Джонатан Джостар (яп. ジョナサン・ジョースター)1 (1867 — 1889)  | Джонатан Джостар (яп. ジョナサン・ジョースター)1 (1867 — 1889)                        | Джонатан Джостар (яп. ジョナサン・ジョースター)1 (1867 — 1889)                        |                                                                                       |                                                                                       | ? Сиобана                                                                             | ? Сиобана                                                                             | ? Сиобана                                                  | ? Сиобана                                                  | ? Сиобана                                               | ? Сиобана                                    |  |  | Дио Брандо (яп. ディオ・ブランドー)1 (1868 — 1989) | Дио Брандо (яп. ディオ・ブランドー)1 (1868 — 1989) | Дио Брандо (яп. ディオ・ブランドー)1 (1868 — 1989) | Дио Брандо (яп. ディオ・ブランドー)1 (1868 — 1989) | Дио Брандо (яп. ディオ・ブランドー)1 (1868 — 1989)                                          | Дио Брандо (яп. ディオ・ブランドー)1 (1868 — 1989)                                          |                                                                                             |                                                                                             | ?                                                                                           | ?                                                                                           | ? | ? | ? | ? |
|   |   |   |   |                                              |                                              |                                              |                                              |                                               |                                               | Эрина Пендлтон (яп. エリナ・ペンドルトン)1 2 (1868 — 1949) | Эрина Пендлтон (яп. エリナ・ペンドルトン)1 2 (1868 — 1949) | Эрина Пендлтон (яп. エリナ・ペンドルトン)1 2 (1868 — 1949) | Эрина Пендлтон (яп. エリナ・ペンドルトン)1 2 (1868 — 1949) | Эрина Пендлтон (яп. エリナ・ペンドルトン)1 2 (1868 — 1949)           | Эрина Пендлтон (яп. エリナ・ペンドルトン)1 2 (1868 — 1949)           |                                                                      |                                                                      | Джонатан Джостар (яп. ジョナサン・ジョースター)1 (1867 — 1889)       | Джонатан Джостар (яп. ジョナサン・ジョースター)1 (1867 — 1889)       | Джонатан Джостар (яп. ジョナサン・ジョースター)1 (1867 — 1889)  | Джонатан Джостар (яп. ジョナサン・ジョースター)1 (1867 — 1889)  | Джонатан Джостар (яп. ジョナサン・ジョースター)1 (1867 — 1889)                        | Джонатан Джостар (яп. ジョナサン・ジョースター)1 (1867 — 1889)                        |                                                                                       |                                                                                       | ? Сиобана                                                                             | ? Сиобана                                                                             | ? Сиобана                                                  | ? Сиобана                                                  | ? Сиобана                                               | ? Сиобана                                    |  |  | Дио Брандо (яп. ディオ・ブランドー)1 (1868 — 1989) | Дио Брандо (яп. ディオ・ブランドー)1 (1868 — 1989) | Дио Брандо (яп. ディオ・ブランドー)1 (1868 — 1989) | Дио Брандо (яп. ディオ・ブランドー)1 (1868 — 1989) | Дио Брандо (яп. ディオ・ブランドー)1 (1868 — 1989)                                          | Дио Брандо (яп. ディオ・ブランドー)1 (1868 — 1989)                                          |                                                                                             |                                                                                             | ?                                                                                           | ?                                                                                           | ? | ? | ? | ? |
|   |   |   |   |                                              |                                              |                                              |                                              |                                               |                                               |                                                            |                                                            |                                                            |                                                            |                                                                      |                                                                      |                                                                      |                                                                      |                                                                      |                                                                      |                                                                 |                                                                 |                                                                                       |                                                                                       |                                                                                       |                                                                                       |                                                                                       |                                                                                       |                                                            |                                                            |                                                         |                                              |  |  |                                                    |                                                    |                                                    |                                                    |                                                                                             |                                                                                             |                                                                                             |                                                                                             | ?                                                                                           |                                                                                             |   |   |   |   |
|   |   |   |   |                                              |                                              |                                              |                                              |                                               |                                               |                                                            |                                                            |                                                            |                                                            | Джордж Джостар (младший) (яп. ジョージ・ジョースター)2 (1889 — 1921) | Джордж Джостар (младший) (яп. ジョージ・ジョースター)2 (1889 — 1921) | Джордж Джостар (младший) (яп. ジョージ・ジョースター)2 (1889 — 1921) | Джордж Джостар (младший) (яп. ジョージ・ジョースター)2 (1889 — 1921) | Джордж Джостар (младший) (яп. ジョージ・ジョースター)2 (1889 — 1921) | Джордж Джостар (младший) (яп. ジョージ・ジョースター)2 (1889 — 1921) |                                                                 |                                                                 | Лизa Лиза (Элизабет Джостар) (яп. リサリサ（エリザベス・ジョースター)2) (1888 — 19??) | Лизa Лиза (Элизабет Джостар) (яп. リサリサ（エリザベス・ジョースター)2) (1888 — 19??) | Лизa Лиза (Элизабет Джостар) (яп. リサリサ（エリザベス・ジョースター)2) (1888 — 19??) | Лизa Лиза (Элизабет Джостар) (яп. リサリサ（エリザベス・ジョースター)2) (1888 — 19??) | Лизa Лиза (Элизабет Джостар) (яп. リサリサ（エリザベス・ジョースター)2) (1888 — 19??) | Лизa Лиза (Элизабет Джостар) (яп. リサリサ（エリザベス・ジョースター)2) (1888 — 19??) |                                                            |                                                            |                                                         |                                              |  |  |                                                    |                                                    |                                                    |                                                    |                                                                                             |                                                                                             |                                                                                             |                                                                                             |                                                                                             |                                                                                             |   |   |   |   |
|   |   |   |   |                                              |                                              |                                              |                                              |                                               |                                               |                                                            |                                                            |                                                            |                                                            | Джордж Джостар (младший) (яп. ジョージ・ジョースター)2 (1889 — 1921) | Джордж Джостар (младший) (яп. ジョージ・ジョースター)2 (1889 — 1921) | Джордж Джостар (младший) (яп. ジョージ・ジョースター)2 (1889 — 1921) | Джордж Джостар (младший) (яп. ジョージ・ジョースター)2 (1889 — 1921) | Джордж Джостар (младший) (яп. ジョージ・ジョースター)2 (1889 — 1921) | Джордж Джостар (младший) (яп. ジョージ・ジョースター)2 (1889 — 1921) |                                                                 |                                                                 | Лизa Лиза (Элизабет Джостар) (яп. リサリサ（エリザベス・ジョースター)2) (1888 — 19??) | Лизa Лиза (Элизабет Джостар) (яп. リサリサ（エリザベス・ジョースター)2) (1888 — 19??) | Лизa Лиза (Элизабет Джостар) (яп. リサリサ（エリザベス・ジョースター)2) (1888 — 19??) | Лизa Лиза (Элизабет Джостар) (яп. リサリサ（エリザベス・ジョースター)2) (1888 — 19??) | Лизa Лиза (Элизабет Джостар) (яп. リサリサ（エリザベス・ジョースター)2) (1888 — 19??) | Лизa Лиза (Элизабет Джостар) (яп. リサリサ（エリザベス・ジョースター)2) (1888 — 19??) |                                                            |                                                            |                                                         |                                              |  |  |                                                    |                                                    |                                                    |                                                    |                                                                                             |                                                                                             |                                                                                             |                                                                                             |                                                                                             |                                                                                             |   |   |   |   |
|   |   |   |   |                                              |                                              |                                              |                                              |                                               |                                               |                                                            |                                                            |                                                            |                                                            |                                                                      |                                                                      |                                                                      |                                                                      |                                                                      |                                                                      |                                                                 |                                                                 |                                                                                       |                                                                                       |                                                                                       |                                                                                       |                                                                                       |                                                                                       |                                                            |                                                            |                                                         |                                              |  |  |                                                    |                                                    |                                                    |                                                    |                                                                                             |                                                                                             |                                                                                             |                                                                                             |                                                                                             |                                                                                             |   |   |   |   |
|   |   |   |   |                                              |                                              | Сьюзи Кватро (яп. スージーQ)2 3              | Сьюзи Кватро (яп. スージーQ)2 3              | Сьюзи Кватро (яп. スージーQ)2 3               | Сьюзи Кватро (яп. スージーQ)2 3               | Сьюзи Кватро (яп. スージーQ)2 3                            | Сьюзи Кватро (яп. スージーQ)2 3                            |                                                            |                                                            |                                                                      |                                                                      |                                                                      |                                                                      | Джозеф Джостар (яп. ジョセフ・ジョースター)2 3 4 (1920 — ) （）      | Джозеф Джостар (яп. ジョセフ・ジョースター)2 3 4 (1920 — ) （）      | Джозеф Джостар (яп. ジョセフ・ジョースター)2 3 4 (1920 — ) （） | Джозеф Джостар (яп. ジョセフ・ジョースター)2 3 4 (1920 — ) （） | Джозеф Джостар (яп. ジョセフ・ジョースター)2 3 4 (1920 — ) （）                       | Джозеф Джостар (яп. ジョセフ・ジョースター)2 3 4 (1920 — ) （）                       |                                                                                       |                                                                                       | Томоко Хигасигата (яп. 東方 朋子)4 (1962 — )                                          | Томоко Хигасигата (яп. 東方 朋子)4 (1962 — )                                          | Томоко Хигасигата (яп. 東方 朋子)4 (1962 — )               | Томоко Хигасигата (яп. 東方 朋子)4 (1962 — )               | Томоко Хигасигата (яп. 東方 朋子)4 (1962 — )            | Томоко Хигасигата (яп. 東方 朋子)4 (1962 — ) |  |  |                                                    |                                                    |                                                    |                                                    |                                                                                             |                                                                                             |                                                                                             |                                                                                             |                                                                                             |                                                                                             |   |   |   |   |
|   |   |   |   |                                              |                                              | Сьюзи Кватро (яп. スージーQ)2 3              | Сьюзи Кватро (яп. スージーQ)2 3              | Сьюзи Кватро (яп. スージーQ)2 3               | Сьюзи Кватро (яп. スージーQ)2 3               | Сьюзи Кватро (яп. スージーQ)2 3                            | Сьюзи Кватро (яп. スージーQ)2 3                            |                                                            |                                                            |                                                                      |                                                                      |                                                                      |                                                                      | Джозеф Джостар (яп. ジョセフ・ジョースター)2 3 4 (1920 — ) （）      | Джозеф Джостар (яп. ジョセフ・ジョースター)2 3 4 (1920 — ) （）      | Джозеф Джостар (яп. ジョセフ・ジョースター)2 3 4 (1920 — ) （） | Джозеф Джостар (яп. ジョセフ・ジョースター)2 3 4 (1920 — ) （） | Джозеф Джостар (яп. ジョセフ・ジョースター)2 3 4 (1920 — ) （）                       | Джозеф Джостар (яп. ジョセフ・ジョースター)2 3 4 (1920 — ) （）                       |                                                                                       |                                                                                       | Томоко Хигасигата (яп. 東方 朋子)4 (1962 — )                                          | Томоко Хигасигата (яп. 東方 朋子)4 (1962 — )                                          | Томоко Хигасигата (яп. 東方 朋子)4 (1962 — )               | Томоко Хигасигата (яп. 東方 朋子)4 (1962 — )               | Томоко Хигасигата (яп. 東方 朋子)4 (1962 — )            | Томоко Хигасигата (яп. 東方 朋子)4 (1962 — ) |  |  |                                                    |                                                    |                                                    |                                                    |                                                                                             |                                                                                             |                                                                                             |                                                                                             |                                                                                             |                                                                                             |   |   |   |   |
|   |   |   |   |                                              |                                              |                                              |                                              |                                               |                                               |                                                            |                                                            |                                                            |                                                            |                                                                      |                                                                      |                                                                      |                                                                      |                                                                      |                                                                      |                                                                 |                                                                 |                                                                                       |                                                                                       |                                                                                       |                                                                                       |                                                                                       |                                                                                       |                                                            |                                                            |                                                         |                                              |  |  |                                                    |                                                    |                                                    |                                                    |                                                                                             |                                                                                             |                                                                                             |                                                                                             |                                                                                             |                                                                                             |   |   |   |   |
|   |   |   |   | Садао Кудзё (яп. 空条 貞夫)                  | Садао Кудзё (яп. 空条 貞夫)                  | Садао Кудзё (яп. 空条 貞夫)                  | Садао Кудзё (яп. 空条 貞夫)                  | Садао Кудзё (яп. 空条 貞夫)                   | Садао Кудзё (яп. 空条 貞夫)                   |                                                            |                                                            | Холли Кудзё (яп. 空条 ホリィ)3 (1942 — ) （）              | Холли Кудзё (яп. 空条 ホリィ)3 (1942 — ) （）              | Холли Кудзё (яп. 空条 ホリィ)3 (1942 — ) （）                        | Холли Кудзё (яп. 空条 ホリィ)3 (1942 — ) （）                        | Холли Кудзё (яп. 空条 ホリィ)3 (1942 — ) （）                        | Холли Кудзё (яп. 空条 ホリィ)3 (1942 — ) （）                        |                                                                      |                                                                      |                                                                 |                                                                 |                                                                                       |                                                                                       |                                                                                       |                                                                                       |                                                                                       |                                                                                       |                                                            |                                                            |                                                         |                                              |  |  |                                                    |                                                    |                                                    |                                                    |                                                                                             |                                                                                             |                                                                                             |                                                                                             |                                                                                             |                                                                                             |   |   |   |   |
|   |   |   |   | Садао Кудзё (яп. 空条 貞夫)                  | Садао Кудзё (яп. 空条 貞夫)                  | Садао Кудзё (яп. 空条 貞夫)                  | Садао Кудзё (яп. 空条 貞夫)                  | Садао Кудзё (яп. 空条 貞夫)                   | Садао Кудзё (яп. 空条 貞夫)                   |                                                            |                                                            | Холли Кудзё (яп. 空条 ホリィ)3 (1942 — ) （）              | Холли Кудзё (яп. 空条 ホリィ)3 (1942 — ) （）              | Холли Кудзё (яп. 空条 ホリィ)3 (1942 — ) （）                        | Холли Кудзё (яп. 空条 ホリィ)3 (1942 — ) （）                        | Холли Кудзё (яп. 空条 ホリィ)3 (1942 — ) （）                        | Холли Кудзё (яп. 空条 ホリィ)3 (1942 — ) （）                        |                                                                      |                                                                      |                                                                 |                                                                 |                                                                                       |                                                                                       |                                                                                       |                                                                                       |                                                                                       |                                                                                       |                                                            |                                                            |                                                         |                                              |  |  |                                                    |                                                    |                                                    |                                                    |                                                                                             |                                                                                             |                                                                                             |                                                                                             |                                                                                             |                                                                                             |   |   |   |   |
|   |   |   |   |                                              |                                              |                                              |                                              |                                               |                                               |                                                            |                                                            |                                                            |                                                            |                                                                      |                                                                      |                                                                      |                                                                      |                                                                      |                                                                      |                                                                 |                                                                 |                                                                                       |                                                                                       |                                                                                       |                                                                                       |                                                                                       |                                                                                       |                                                            |                                                            |                                                         |                                              |  |  |                                                    |                                                    |                                                    |                                                    |                                                                                             |                                                                                             |                                                                                             |                                                                                             |                                                                                             |                                                                                             |   |   |   |   |
| ? | ? | ? | ? | ?                                            | ?                                            |                                              |                                              | Дзётаро Кудзё (яп. 空条 承太郎)3(1970 — 2011) | Дзётаро Кудзё (яп. 空条 承太郎)3(1970 — 2011) | Дзётаро Кудзё (яп. 空条 承太郎)3(1970 — 2011)              | Дзётаро Кудзё (яп. 空条 承太郎)3(1970 — 2011)              | Дзётаро Кудзё (яп. 空条 承太郎)3(1970 — 2011)              | Дзётаро Кудзё (яп. 空条 承太郎)3(1970 — 2011)              |                                                                      |                                                                      |                                                                      |                                                                      |                                                                      |                                                                      |                                                                 |                                                                 |                                                                                       |                                                                                       |                                                                                       |                                                                                       |                                                                                       |                                                                                       |                                                            |                                                            |                                                         |                                              |  |  |                                                    |                                                    |                                                    |                                                    |                                                                                             |                                                                                             |                                                                                             |                                                                                             |                                                                                             |                                                                                             |   |   |   |   |
| ? | ? | ? | ? | ?                                            | ?                                            |                                              |                                              | Дзётаро Кудзё (яп. 空条 承太郎)3(1970 — 2011) | Дзётаро Кудзё (яп. 空条 承太郎)3(1970 — 2011) | Дзётаро Кудзё (яп. 空条 承太郎)3(1970 — 2011)              | Дзётаро Кудзё (яп. 空条 承太郎)3(1970 — 2011)              | Дзётаро Кудзё (яп. 空条 承太郎)3(1970 — 2011)              | Дзётаро Кудзё (яп. 空条 承太郎)3(1970 — 2011)              |                                                                      |                                                                      |                                                                      |                                                                      |                                                                      |                                                                      |                                                                 |                                                                 |                                                                                       |                                                                                       |                                                                                       |                                                                                       |                                                                                       |                                                                                       |                                                            |                                                            |                                                         |                                              |  |  |                                                    |                                                    |                                                    |                                                    |                                                                                             |                                                                                             |                                                                                             |                                                                                             |                                                                                             |                                                                                             |   |   |   |   |
|   |   |   |   |                                              |                                              |                                              |                                              |                                               |                                               |                                                            |                                                            |                                                            |                                                            |                                                                      |                                                                      |                                                                      |                                                                      |                                                                      |                                                                      |                                                                 |                                                                 |                                                                                       |                                                                                       |                                                                                       |                                                                                       |                                                                                       |                                                                                       |                                                            |                                                            |                                                         |                                              |  |  |                                                    |                                                    |                                                    |                                                    |                                                                                             |                                                                                             |                                                                                             |                                                                                             |                                                                                             |                                                                                             |   |   |   |   |
|   |   |   |   |                                              |                                              |                                              |                                              |                                               |                                               |                                                            |                                                            |                                                            |                                                            |                                                                      |                                                                      |                                                                      |                                                                      |                                                                      |                                                                      |                                                                 |                                                                 |                                                                                       |                                                                                       |                                                                                       |                                                                                       |                                                                                       |                                                                                       |                                                            |                                                            |                                                         |                                              |  |  |                                                    |                                                    |                                                    |                                                    |                                                                                             |                                                                                             |                                                                                             |                                                                                             |                                                                                             |                                                                                             |   |   |   |   |
|   |   |   |   |                                              |                                              |                                              |                                              |                                               |                                               |                                                            |                                                            |                                                            |                                                            | Сидзука Джостар (яп. 静・ジョースター)4 (1998 — )                    | Сидзука Джостар (яп. 静・ジョースター)4 (1998 — )                    | Сидзука Джостар (яп. 静・ジョースター)4 (1998 — )                    | Сидзука Джостар (яп. 静・ジョースター)4 (1998 — )                    | Сидзука Джостар (яп. 静・ジョースター)4 (1998 — )                    | Сидзука Джостар (яп. 静・ジョースター)4 (1998 — )                    |                                                                 |                                                                 | Дзёсукэ Хигасиката (яп. 東方 仗助)4 (1983 — )                                         | Дзёсукэ Хигасиката (яп. 東方 仗助)4 (1983 — )                                         | Дзёсукэ Хигасиката (яп. 東方 仗助)4 (1983 — )                                         | Дзёсукэ Хигасиката (яп. 東方 仗助)4 (1983 — )                                         | Дзёсукэ Хигасиката (яп. 東方 仗助)4 (1983 — )                                         | Дзёсукэ Хигасиката (яп. 東方 仗助)4 (1983 — )                                         |                                                            |                                                            |                                                         |                                              |  |  |                                                    |                                                    |                                                    |                                                    |                                                                                             |                                                                                             |                                                                                             |                                                                                             |                                                                                             |                                                                                             |   |   |   |   |
|   |   |   |   |                                              |                                              |                                              |                                              |                                               |                                               |                                                            |                                                            |                                                            |                                                            | Сидзука Джостар (яп. 静・ジョースター)4 (1998 — )                    | Сидзука Джостар (яп. 静・ジョースター)4 (1998 — )                    | Сидзука Джостар (яп. 静・ジョースター)4 (1998 — )                    | Сидзука Джостар (яп. 静・ジョースター)4 (1998 — )                    | Сидзука Джостар (яп. 静・ジョースター)4 (1998 — )                    | Сидзука Джостар (яп. 静・ジョースター)4 (1998 — )                    |                                                                 |                                                                 | Дзёсукэ Хигасиката (яп. 東方 仗助)4 (1983 — )                                         | Дзёсукэ Хигасиката (яп. 東方 仗助)4 (1983 — )                                         | Дзёсукэ Хигасиката (яп. 東方 仗助)4 (1983 — )                                         | Дзёсукэ Хигасиката (яп. 東方 仗助)4 (1983 — )                                         | Дзёсукэ Хигасиката (яп. 東方 仗助)4 (1983 — )                                         | Дзёсукэ Хигасиката (яп. 東方 仗助)4 (1983 — )                                         |                                                            |                                                            | Джорно Джованна (яп. ジョルノ・ジョバァーナ)5 (1985 — ) |                                              |  |  |                                                    |                                                    |                                                    |                                                    |                                                                                             |                                                                                             |                                                                                             |                                                                                             |                                                                                             |                                                                                             |   |   |   |   |
|   |   |   |   | Джолин Кудзё (яп. 空条 徐倫)6 (1992 — 2011 ) | Джолин Кудзё (яп. 空条 徐倫)6 (1992 — 2011 ) | Джолин Кудзё (яп. 空条 徐倫)6 (1992 — 2011 ) | Джолин Кудзё (яп. 空条 徐倫)6 (1992 — 2011 ) | Джолин Кудзё (яп. 空条 徐倫)6 (1992 — 2011 )  | Джолин Кудзё (яп. 空条 徐倫)6 (1992 — 2011 )  |                                                            |                                                            |                                                            |                                                            |                                                                      |                                                                      |                                                                      |                                                                      |                                                                      |                                                                      |                                                                 |                                                                 |                                                                                       |                                                                                       |                                                                                       |                                                                                       |                                                                                       |                                                                                       |                                                            |                                                            |                                                         |                                              |  |  |                                                    |                                                    |                                                    |                                                    | Донателло Версус (яп. ドナテロ・ヴェルサス)6 Рикиель (яп. リキエル)6 Унгаро (яп. ウンガロ)6 | Донателло Версус (яп. ドナテロ・ヴェルサス)6 Рикиель (яп. リキエル)6 Унгаро (яп. ウンガロ)6 | Донателло Версус (яп. ドナテロ・ヴェルサス)6 Рикиель (яп. リキエル)6 Унгаро (яп. ウンガロ)6 | Донателло Версус (яп. ドナテロ・ヴェルサス)6 Рикиель (яп. リキエル)6 Унгаро (яп. ウンガロ)6 | Донателло Версус (яп. ドナテロ・ヴェルサス)6 Рикиель (яп. リキエル)6 Унгаро (яп. ウンガロ)6 | Донателло Версус (яп. ドナテロ・ヴェルサス)6 Рикиель (яп. リキエル)6 Унгаро (яп. ウンガロ)6 |   |   |   |   |
|   |   |   |   | Джолин Кудзё (яп. 空条 徐倫)6 (1992 — 2011 ) | Джолин Кудзё (яп. 空条 徐倫)6 (1992 — 2011 ) | Джолин Кудзё (яп. 空条 徐倫)6 (1992 — 2011 ) | Джолин Кудзё (яп. 空条 徐倫)6 (1992 — 2011 ) | Джолин Кудзё (яп. 空条 徐倫)6 (1992 — 2011 )  | Джолин Кудзё (яп. 空条 徐倫)6 (1992 — 2011 )  |                                                            |                                                            |                                                            |                                                            |                                                                      |                                                                      |                                                                      |                                                                      |                                                                      |                                                                      |                                                                 |                                                                 |                                                                                       |                                                                                       |                                                                                       |                                                                                       |                                                                                       |                                                                                       |                                                            |                                                            |                                                         |                                              |  |  |                                                    |                                                    |                                                    |                                                    | Донателло Версус (яп. ドナテロ・ヴェルサス)6 Рикиель (яп. リキエル)6 Унгаро (яп. ウンガロ)6 | Донателло Версус (яп. ドナテロ・ヴェルサス)6 Рикиель (яп. リキエル)6 Унгаро (яп. ウンガロ)6 | Донателло Версус (яп. ドナテロ・ヴェルサス)6 Рикиель (яп. リキエル)6 Унгаро (яп. ウンガロ)6 | Донателло Версус (яп. ドナテロ・ヴェルサス)6 Рикиель (яп. リキエル)6 Унгаро (яп. ウンガロ)6 | Донателло Версус (яп. ドナテロ・ヴェルサス)6 Рикиель (яп. リキエル)6 Унгаро (яп. ウンガロ)6 | Донателло Версус (яп. ドナテロ・ヴェルサス)6 Рикиель (яп. リキエル)6 Унгаро (яп. ウンガロ)6 |   |   |   |   |
|   |   |   |   |                                              |                                              |                                              |                                              |                                               |                                               |                                                            |                                                            |                                                            |                                                            |                                                                      |                                                                      |                                                                      |                                                                      |                                                                      |                                                                      |                                                                 |                                                                 |                                                                                       |                                                                                       |                                                                                       |                                                                                       |                                                                                       |                                                                                       |                                                            |                                                            |                                                         |                                              |  |  |                                                    |                                                    |                                                    |                                                    |                                                                                             |                                                                                             |                                                                                             |                                                                                             |                                                                                             |                                                                                             |   |   |   |   |

## Сэйю и персонажи
= Главная роль в части
     = Второстепенная роль в части
     = Гостевая роль в части
     = Не появляется

### Протагонисты
| Персонаж           | Сэйю             | Аниме-сериал 2012 | Аниме-сериал 2012 | Аниме-сериал 2012 | Аниме-сериал 2012 | Аниме-сериал 2012 | Аниме-сериал 2012 | Аниме-сериал 2012 |                |  |
| Персонаж           | Сэйю             | 1                 | 2                 | 3                 | 4                 | 5                 | 6                 | Всего             | OVA(1993,2000) |  |
| ------------------ | ---------------- | ----------------- | ----------------- | ----------------- | ----------------- | ----------------- | ----------------- | ----------------- | -------------- |  |
| Джонатан Джостар   | Кадзуюки Окицу   | 9                 |                   |                   |                   |                   |                   | 9                 | OVA(1993,2000) |  |
| Джонатан Джостар   | Без озвучки      |                   |                   |                   |                   |                   |                   |                   | 1              |  |
| Джозеф Джостар     | Томокадзу Сугита |                   | 17                |                   |                   |                   |                   | 16                |                |  |
| Джозеф Джостар     | Унсё Исидзука    |                   |                   | 48                | 10                |                   |                   | 58                |                |  |
| Джозеф Джостар     | Тикао Оцука      |                   |                   |                   |                   |                   |                   |                   | 13             |  |
| Дзётаро Кудзё      | Дайсукэ Оно      |                   | 1                 | 48                | 22                | 3                 | -                 | 74                |                |  |
| Дзётаро Кудзё      | Дзюрота Косуги   |                   |                   |                   |                   |                   |                   |                   | 13             |  |
| Дзёсукэ Хигасиката | Юки Оно          |                   |                   |                   | 39                |                   |                   | 39                |                |  |
| Джорно Джованна    | Кэнсё Оно        |                   |                   |                   |                   | 37                |                   | 37                |                |  |
| Джолин Кудзё       | Ай Файруз        |                   |                   |                   |                   |                   | 12                | 12                |                |  |

### Антагонисты
| Дио Брандо                  | Такэхито Коясу   | 8 |    | 17 |    |    | 1 | 26 |
| Карс                        | Кадзухико Иноуэ  |   | 13 |    |    |    |   | 13 |
| Кира Ёсикагэ                | Тосиюки Морикава |   |    |    | 21 |    |   | 21 |
| Босс/Дьяволо/Винегар Доппио | Кацуюки Кониси   |   |    |    |    | 18 |   | 18 |
| Энрико Пуччи                | Томокадзу Сэки   |   |    |    |    |    | 3 | 3  |

## Phantom Blood

### Джонатан Джостар
Джонатан Джостар (яп. ジョナサン・ジョースター Дзёнасан Дзё:сута:) — Главный герой первой части манги. Родом из благородной семьи Джостаров. Мать Джонатана умерла практически сразу после его рождения, защищая его своим телом во время крушения повозки. Джонатан рос сильным, но когда в поместье прибыл Дио, он всеми способами пытался сломить волю Джонатана: оскорблениями, побоями и убийством его любимого пса по кличке Дэнни. При этом отец Джонатана был всегда на стороне Дио, будучи уверенным, что Джонатан лжёт об издевательствах и просто хочет «выжить» Дио из поместья. Прошло 7 лет, Дио и Джонатан к тому времени стали более нормально уживаться. Впрочем вскоре Джонатан узнаёт о том, что Дио собирается отравить его отца, чтобы побыстрее заполучить наследство. Этому не суждено сбыться, планы Дио были разрушены, из-за чего последний случайно находит каменную маску, превратившую его в вампира. В тяжёлом бою последний Джостар одолевает его, сжигая дотла поместье. Джонатан начинает путешествовать в поисках Дио, чтобы уничтожить его. К нему присоединяется барон Цеппели, обладающий необычной силой «Хамон», овладение которой поможет одолеть вампира. Так Джонатан начинает обучаться использованию данной силы. Дио направляет своих подчинённых — убить Джонатана, но герой одолевает их всех. В конце концов он фактически уничтожает Дио, введя Хамон в его тело, но тот спасается, отделив свою голову. После помолвки Джонатан и Эрина отправляются на круизный корабль в Америку. Но там оказывается и Брандо, который намерен заполучить тело Джонатана, тогда он обратил всех людей на корабле в зомби. Джонатан подрывает корабль, потопив себя, Дио и остальных. Эрина спасается вместе с подобранным младенцем. Однако позже выясняется, что Дио всё же заполучил тело своего врага.

Джонатан Джостар

По версии информационного сайта IGN в марте 2011 года стал персонажем недели. По мнению критика сайта kotaku.com, Джонатан получился очень скучным персонажем, — чистым и культурным джентльменом, делавшим всегда правильные вещи по правильным причинам.
Сэйю: Окицу Кадзуюки

### Дио Брандо
Дио Брандо (яп. ディオ・ブランドー Дио Бурандо:) — Главный злодей 1 и 3 части манги. Он сын алкоголика-вора и поэтому ненавидит своего отца. После его смерти попал в поместье Джостаров и стал приёмным сыном. Через 7 лет он начинает подсыпать яд в лекарство больного отца Джонатана, чтобы после его смерти заполучить наследство. Однако Джонатан раскрывает преступление Дио и нападает на него. Дио же решает испытать на себе каменную маску и превращается в вампира, однако его побеждает Джонатан, а сам Дио оказывается серьёзно раненым. Он какое-то время восстанавливал своё тело, выпивая кровь у людей. Также Дио начал воскрешать мёртвых героев и отправлять их сражаться с Джонатаном. Во время последней битвы с Джонатаном, опять проигрывает, так как Джонатан вводит в его тело хамон, энергию, которая разрушает вампира, и чтобы спастись, Дио отделяет свою голову от тела. Позже Дио решает заполучить тело Джонатана и отправляется тайно со своим слугой на круизный лайнер. Джонатан однако подрывает лайнер, принеся себя в жертву и уходит вместе с головой Дио под воду. По сюжету третьей части манги Дио овладевает мёртвым телом Джонатана, однако впадает в спячку и ровно через 100 лет, его вылавливают рыбаки, которых Дио убивает. Он обнаруживает, что находится в 1983 году. После пробуждения Дио обнаруживает в себе новые способности, в частности он может вживлять свои клетки в людей, чтобы контролировать их разум и останавливать время, а также получает новый стенд — The World. Дио стремится создать идеальный мир, состоящий из его слуг. Также он стремится воссоединить потомков Джостаров, чтобы усилить их кровь и лучше прижиться к телу Джонатана. Так Дио отправился в Египет и начал отыскивать разных людей с суперспособностями, принуждая служить себе. Был впоследствии убит Дзётаро в Египте, который сломал его стенд. Из его тела была выкачана вся кровь, после чего оно было превращено в пепел под лучами Солнца. Известно, что у Дио есть внебрачные дети: Джорно Джованна (главный герой 5 части), Унгаро, Донателло Версус и Рикиель (6 часть). Редакция CBR причислила Дио к любимому злодею среди фанатов JoJo и пятому любимому персонажу. 
Сэйю: Такэхито Коясу

### Эрина Пендлтон
Эрина Пендлтон (яп. エリナ・ペンドルトン Эрина Пэндорутон) — Девушка Джонатана, начала встречаться с ним тайно будучи подростком. Когда Дио узнал о отношениях Джонатана с ней, он украл её первый поцелуй, чтобы Эрине было стыдно появляться на глазах у Джонатана. Через много лет Эрина и Джонатан женятся, и после смерти Джонатана Эрина спасла новорождённую девочку из тонущего корабля и уже несла сына от Джонатана в своём чреве. Известно, что будущий сын Джордж II не обладал никакими способностями и умер после атаки вампира, а подобранная девочка в будущем стала женщиной-воином и родила сына от Джорджа II — Джозефа Джостара, главного героя второй части манги. Во второй части Эрина уже становится пожилой женщиной и живёт в Нью-Йорке, опекая своего внука Джозефа.
Сэйю: Аяко Кавасуми

### Роберт Э. О. Спидвагон

Роберт Спидвагон

Роберт Э. О. Спидвагон (яп. ロバート・E・O・スピードワゴン Роба:то Э О Супи:довагон) — Появляется впервые в Лондоне как глава разбойной шайки из Огр-стрит, но, увидев силу Джонатана, быстро меняет своё мнение о нём и решает стать верным попутчиком. Однако не может использовать сверхъестественную силу и во многих ситуациях остаётся бессильным. Перед событиями второй части Роберт обнаруживает нефтяную скважину и основывает нефтяную компанию Спидвагон, став миллиардером. Но и не отказывается от своей цели — уничтожить каменные маски. Во второй части ему уже 75 лет, и Спидвагона берут в заложники нацисты, где он становится свидетелем пробуждения человека из колонны, однако его спасает Джозеф Джостар. В 1952 году Роберт умирает от сердечного приступа в возрасте 89 лет. Его компания и по сей день помогает семье Джостаров. Его имя было основано на названии группы REO Speedwagon. Испуганное выражение лица Спидвагона в первой части манги стало интернет-мемом с подписью Gaaah! Even Speedwagon is afraid! (Даже Спидвагон боится!).
Сэйю: Ёдзи Уэда

### Уильям Антонио Цеппели

Уилл Цеппели

Уилл Антонио Цеппели (яп. ウィル・A・ツェペリ Виру А Цэпэри) — В молодости плыл с экипажем, изучавшим руины ацтеков. Его отец надел на себя каменную маску и обратился в вампира. Все члены экипажа были убиты, однако Цеппели был спасён благодаря восходящему солнцу. После этого он отправился в Тибет, чтобы изучить технику Хамон и разрушить маску. Его обучал мастер Тонпетти, который предсказал, что если Цеппели изберёт путь воина света, то умрёт страшной смертью, защищая «молодого льва». Позже Уилл встретил Джонатана и начал обучать его технике хамон, и параллельно сражаться против Дио и его приспешников. Впоследствии Таркус, который был оживлён Дио, разорвал тело Цеппели пополам, перед смертью он отдаёт всю силу Хамона Джонатану, который находился при смерти и спас его, после чего умирает на руках Джонатана. Эта смерть не менее потрясла Джонатана, но была не последней. Он назван в честь музыкальной группы Led Zeppelin.
Сэйю: Ёку Сиоя

### Джордж Джостар
Джордж Джостар (яп. ジョージ・ジョースター Дзё:дзи Дзё:сута:) — глава поместья Джостаров в первой части и отец Джонатана. Подвергся нападению Дарио Брандо, в результате чего умерла его жена, но ошибочно принял Дарио за спасителя и позже решил приютить его сына — Дио Брандо. Гораздо более лояльно относился к Дио, в упор не замечая, что тот издевается над Джонатаном. Позже Джордж начал умирать от непонятной болезни, но позже выяснилось, что Дио подсыпал ему яд. После того, как планы Дио провалились, он попытался убить Джонатана, но Джордж подставил своё тело и умер на руках сына.
Сэйю: Масаси Сугавара

### Дарио Брандо
Дарио Брандо (яп. ダリオ・ブランドー Дарио Бурандо:) — отец Дио Брандо, алкоголик и вор. Напал на повозку семьи Джостаров, где был новорождённый Джонатан, и в результате притворился спасителем, добившись лояльного отношения со стороны Джорджа. Очень грубо и жестоко обращался с маленьким Дио, в результате воспитав в нём злость и алчность. В конечном счёте Дио поспособствовал смерти своего отца. Сам Дио его ненавидел, даже после смерти плюнул в гроб, несмотря на то, что благодаря ему попал в поместье Джостаров.
Таркус и Бруфорд (Яп Таркус и Бруфорд умершие рыцари, прошедшие испытание колец вскоре были воскрешенны Дио как зомби. Именно Таркус убил Уильяма Цеппели. Вскоре были убиты Джонатаном Джостаром)

## Battle Tendency

### Джозеф Джостар
Джозеф Джостар (яп. ジョセフ・ジョースター Дзёсэфу Дзё:сута:) — Главный герой 2 части истории и один из главных — в 3 части и второстепенный персонаж в 4 части. Он внук Джонатана Джостара. Может как и дед использовать Хамон, очень проницательный и расчётливый, практически всегда предугадывает действия противника. По сюжету манги Battle Tendency, вступает в сражение с древними создателями каменных масок и одерживает победу.

Джозеф Джостар в 18 лет (слева), 69 лет (посередине) и 78 лет (справа)

В 3 части Джозефу уже 67 лет и из-за пробуждения Дио приобретает стенд, который способен передавать изображения и мысли на телевизор или фотоаппарат, а также приобретать форму длинных кустов. Вытаскивает Дзётаро из тюрьмы и помогает ему понять свою силу и победить Дио. Если в OVA он показан серьёзно настроенным стариком, повидавшим жизнь, то в манге и сериале он всё ещё, как в свою молодость преисполнен энтузиазмом, хитростью и чувством юмора, от чего частично выполняет роль комичного персонажа. Его стенд — «пурпурный отшельник» назван в честь карты Отшельник и представляет собой колючие лозы, способные обездвиживать или душить противника, также стенд способен указывать место цели. В 1999 году показано, что Джозеф изменял своей жене а так же он уже глубоко стар и жалок и приедши в Морио он впервые знакомится со своим сыном и случайно находит полностью невидимую новорождённую девочку, владеющую стендом Achtung Baby и не найдя её родителей, решает стать ей новым отцом, назвав Сидзукой Джостар. Редакция CBR причислила Джозефа ко третьему любимому главному герою среди фанатов JoJo после Дзёсукэ и Дзётаро.
Сэйю: Томокадзу Сугита (молодые годы, ТВ-сериал); Тикао Оцука (старость, OVA); Исидзука Унсё (старость,ТВ-сериал).

### Лизa Лиза
Лизa Лиза (Элизабет Джостар) (яп. リサリサ（エリザベス・ジョースター） Рисариса (Эридзабэсу Дзё:сута:)) — Мать Джозефа Джостара. 

Лизa Лиза

На момент Battle Tendecy ей около 50-ти лет.
Появляется впервые младенцем в конце первой части, в корабле, атакованном Дио, её мать была обращена в зомби, но Лизу спас Джонатан и перед своей смертью и взрывом корабля, передал Эрине. Была в результате удочерена Страйзо, который обучил её технике хамона. Она вышла замуж за Джорджа Джостара II, сына Эрины и Джонатана, который однако не обладал никакими суперсилами, и родила Джозефа. Однако Джордж был вскоре убит зомби, служившим Дио. Элизабет в знак мести убивает убийцу и сжигает его тело дотла, однако он оказывается высокопоставленным военным чиновником и чтобы избежать возмездия, заручилась поддержкой со стороны фонда «Спидвагон», который стёр все её следы существования. Так многие бывшие друзья и родственники думали, что она умерла. Элизабет под псевдонимом «Лизa Лиза» выступала в качестве наставника Цезаря Цеппели и тайно помогает в борьбе против людей из колонн. Она признаётся Джозефу в том, что она его мать, и позже повторно вступает в брак с голливудским сценаристом и переезжает в Америку. На момент 3 части ей 100 лет
Сэйю: Ацуко Танака

### Цезарь Антонио Цеппели

Цезарь Цеппели

Цезарь Антонио Цеппели (яп. シーザー・アントニオ・ツェペリ Си:дза: Антонио Цэпэри) — Внук Уилла Цеппели, владеет хамоном на высшем уровне, как и дед. Дамский угодник. Ещё в детстве отец — Марио Цеппели бесследно покинул семью. Цеппели был после обманут родственниками. Это сделало мальчика жестоким, он возненавидел отца и отказался от своей фамилии. Цезарь рос разбойником, а позже стал главарём мафии. В 16 лет внезапно встретил отца, который отправлялся к раскопкам в Колизее. Там Марио жертвует своей жизнью, чтобы спасти сына от ловушки и его засосало в колонну с каменными статуями. Цезарь понял, что отец исчез, чтобы не вмешивать в эту опасность родственников. Марио сказал Цезарю отправиться к Лизe Лизе. Сначала плохо относился к Джозефу из-за того, что из-за его деда умер дед Цезаря, в ответ Джозеф обзывал его макаронником и бабником. Но с течением времени отношения между ними нормализуются. Во время битвы против людей из колонны его раздавливает крест и перед смертью он передаёт противоядие Джозефу, его смерть была большим потрясением для Джозефа и Лизы Лизы.
Сэйю: Такуя Сато

### Рудольф фон Штрохайм
Рудольф фон Штрохайм (яп. ルドル・フォン・シュトロハイム Рудору фон Сюторохайму) — лидер нацистской группировки в Мексике. Жесток, но уважает смелых. Сначала он подбирает Спидвагона, ранее пострадавшего от рук Стрэйдза, чтобы узнать, кто такой человек из колонны и как его оживить. Для оживления он пользуется кровью пленников и даёт гуманоиду имя Сантана. Однако Сантана оказался слишком опасен, и потому, жертвуя собой, Штрохайм помогает Джозефу Джостару победить его. Позже Штрохайм появляется вместе с Карсом, уже в виде киборга, чтобы помешать второму заполучить камень Эйша и, опять же, помочь Джозефу. Он и дальше помогает главным героям, позже примкнув к фонду Спидвагона. В конце становится известно, что Штрохайм, больше не увидевшись с ДжоДжо со времён борьбы с людьми из колонны, был убит в битве за Сталинград. (иронично что он помог одолеть высшую форму жизни, а умер от рук советских солдат)
фраза: Германская наука лучшая в мире!
Сэйю: Ацуси Имаруока

### Сьюзи Кью
Сьюзи Кью (яп. スージーQ Су:дзи: Q) — помощница Лизы Лизы. Быстро дружится с Джозефом и в конечном счёте влюбляется в него. Позже её телом овладевает мозг Эйсидиси, который отправляет посылку с красным камнем Эйши в Швейцарию. Впоследствии Джозеф уничтожает мозг Эйсидиси, не навредив Сьюзи. В 1939 году выходит замуж за Джозефа и рожает Холли Кудзё/(Джостар), которая в свою очередь станет матерью Дзётаро Кудзё. В 3 части показана старухой, которая пристально следит за состоянием Холли.
Сэйю: Сатико Кодзима

### Люди из колонн

Люди из колонн

4 могущественных гуманоида и представители древней расы, которую человечество почитало как богов и демонов. Они существовали до людей, питаясь энергией растений и животных. Они сильнее, умнее людей, однако боятся Солнца и стали править молодым человечеством, питаясь их энергией и кровью. Однако против них восстал «народ Солнца», чьи представители владели хамоном, но были истреблены, хотя некоторые из них растворились среди людей, в результате по сей день могут рождаться потомки, владеющие этой энергией. Карс, представитель сверх-расы, создал каменные маски в надежде, что они избавят его народ от слабости к свету. Хотя маска и делала их сильнее, она также побуждала сильную жажду. Сородичи испугались, что они истребят всё живое на земле и ополчились против Карса. В ответ Карс и его союзник Эйсидиси уничтожили свой народ (в том числе родителей Карса), за исключением Вама и Сантаны. Они также обнаружили, что маска обращает человека в вампира и частично наделяет способностями своей расы, однако не делает их полноценными представителями своего вида. Для того, чтобы усовершенствовать маску, им нужно найти подходящий красный камень и стать совершенной формой жизни. Однако они не находят камень и впадают в спячку на 2000 лет до того момента, как во время Второй мировой войны нацисты не отправляют их в лаборатории и оживляют с помощью крови узников. Примечательно, что имена четырёх людей из колонны носят имена известных рок-групп 80-х годов: Сантана — Santana, Эйсидиси — AC/DC, Вам — Wham!, Карс — The Cars.
Критик сайта kotaku.com похвалил персонажей за их колоритность, которая однако не доходит до уровня Дио Брандо, оставляя за ним право быть главным злодеем.
Сантана (яп. サンタナ Сантана)
Сэйю: Кэндзи Номура
Человек из колонны. Впервые был обнаружен в мексиканской пирамиде в 1938 году, был пробуждён нацистами с помощью крови еврейских пленников, которая хотела укрепить нацистскую армию. Способен проходить через отверстия до 4 сантиметров, однако для этого ломает свои кости, и может вселяться в тело человека, поглощая его. Единственный, кто теоретически не был убит Джозефом, так как обратился в камень под действием солнечных лучей, но без них сразу может прийти обратно к жизни  хоть и в состоянии овоща. Ему около 10000 лет.
Эйсидиси (яп. エシディシ Эсидиси)
Сэйю: Кэйдзи Фудзивара
Человек из колонны, ему свыше 92 000 лет. Был найден нацистами под Колизеем в Риме. Может увеличивать температуру тела до 1000 ° С, его кровь может принимать форму игл, которая разъедает жертву изнутри. Имеет неуравновешенный характер и впадает в истерику при виде собственной раны, чем вводит в ступор противника. Бывал в древнем Китае и знал Сунь-цзы. Занимался поиском красного камня и узнал, что он у Лизы-Лизы. Во время сражения с Джозефом, его тело было уничтожено, но мозг стал паразитировать на теле Джозефа, который переместился в тело Сьюзи Кватро, овладев её телом и предупреждая «умру я — умрёт она». После чего отправил камень Эйши в Швейцарию. Он также хотел уничтожить главных героев, но Джозеф окончательно уничтожает мозг Эйсидиси, оставив под солнцем, не навредив Сьюзи.
Вам (яп. ワムウ Вамуу)
Сэйю: Акио Оцука
Слуга Эйсидиси и Карса. Сильный и благородный воин, обладающий силой ветра, нападает рефлекторно на любого, кто наступает на его тень. Убил Цезаря Цеппели. Может отращивать на лбу рог, улавливающий колебания воздуха. Может с помощью ветра создавать разрушительную волну. По своей силе даже превосходит остальных. Был уничтожен Джозефом.
Карс (яп. カーズ Ка:дзу)
Сэйю: Кадзухико Иноуэ
Главный среди людей из колонны. Ему уже более 102 000 лет. Безжалостен к людям и готов убивать их, при сражении идёт на подлые поступки, обманывая врагов. Может изменять своё тело, выделяя из него острые костяные конечности. Карсу удаётся соединить каменную маску с камнем Эйши, и он становится неуязвимым к солнечному свету, используя хамон 100-кратной силы. В финальной битве отрезает Джозефу левую руку, но тот, прибегнув к смекалке, с помощью извержения вулкана запускает Карса в космос, в конце концов Карс оказывается замороженным и улетает в космическое пространство. Джозефу ставят протез.

## Stardust Crusaders

### Дзётаро Кудзё
Дзётаро Кудзё (яп. 空条 承太郎 Ку:дзё: Дзё:таро:) — главный герой третьей части. Он хафу — сын японского музыканта Садао Кудзё и Холли Кудзё, дочки Джозефа Джостара. Сначала Дзётаро добровольно сидел в тюрьме, так как верил, что его стенд является злым духом, и даже пытался застрелиться. После возвращения Дио, Холли начала медленно умирать из-за нестабильной силы в её теле. Так Дзётаро Кудзё, Мохаммед Авдол и Джозеф Джостар начинают путешествовать по странам востока начиная с Гонконга, Сингапура, Калькутты, Пакистана, Карачи и заканчивая свои путешествия в Каире. Во время путешествия к нему присоединяются Нориаки Какёин, Жан-Пьер Польнарефф и пёс Игги. Во время финальной битвы обнаруживает, что его стенд способен останавливать время. В 4 части ему 29 лет, и он сотрудничает с компанией Спидвагон, Дзётаро также периодически отправляется в Морио, чтобы помочь Дзёсукэ. В четвёртой части он демонстрирует идеальную интуицию и глубокие познания окружающего мира, что делает из него хорошего сыщика и стратега. В 2011 году (6 часть) Дзётаро уже 42 года, и он становится океанологом, переезжая в США, там он растит дочь Джолин Кудзё, которая тоже обладает сверхспособностями и становится главной героиней 6 части. Позже он пытается забрать Джолин из тюрьмы, и в результате стенд по имени Вайтснейк крадёт у Дзётаро его стенд и память, преобразовав их в диски. Джолин пытается спасти отца, так как без них Дзётаро погибнет. У неё это получается, и он помогает ей и её друзьям в финальной битве с отцом Пуччи, но погибает в основной вселенной, не успевая нанести последний удар по Пуччи. В вселенной без Пуччи, он остался жив и у него другое имя. Способность Дзётаро названа в честь карты Звезда. Редакция CBR причислила Дзётаро ко второму любимому главному герою среди фанатов JoJo после Дзёсукэ.
Сэйю: Косуги Дзюрота (OVA); Дайсукэ Оно (ТВ-сериал).
- Star Platinum — стенд Дзётаро Кудзё. Один из самых сильных и известных стендов. Является боевым стендом для атаки противника в полную силу, по большей части в ближнем бою, поскольку он неспособен находиться более чем в двух метрах от хозяина. Основным оружием стенда являются его собственные кулаки, которыми он способен наносить удары с невероятной скоростью, при этом выкрикивая свой знаменитый боевой клич ORA ORA ORA ORA..! Вдобавок стенд обладает отличным зрением, что является незаменимым средством поиска и разведки, а также способен останавливать время (длительность остановки зависит от частоты применения этой способности хозяином, но Дзётаро не очень часто пользовался ею, поэтому мог остановить время всего на 3 секунды). После победы над Дио стенд получил условное название Star Platinum: The World.

### Холли Кудзё
Холли Кудзё (яп. 空条 ホリィ Ку:дзё: Хори:) — дочь Джозефа Джостара и мать Дзётаро Кудзё. В свои 25 лет вышла замуж за японского музыканта Садао Кудзё и переехала в Японию. После появления Джозефа, который добился освобождения Дзётаро из тюремного заключения, она узнаёт о Дио Брандо, который владеет теперь телом её прадеда, и внутри Холли пробуждается суперсила, которая медленно разрушает её слабую и нежную душу. В результате она впадает в кому, а из её тела выходит стенд в форме виноградной лозы с розами. После поражения Дио снова возвращается в нормальную форму.
Сэйю: Рэй Сакума

### Мухаммед Абдул

Мохаммед Авдол

Основная статья: Мухаммед Авдол
Мохаммед Авдол (яп. モハメド・アヴドゥル Мохамэдо Авудуру) — волшебник и мусульманин, родом из Каира, Египта. Он очень серьёзный и располагает глубокими знаниями. До начала основных событий приручил бездомную собаку Игги. Был одним из первых, кто встретил Дио после воскрешения, и тогда чуть не потерял жизнь, но со страхом сбежал. Впервые появляется, сопровождая Джозефа Джостара, чтобы оценить сложившуюся ситуацию, когда Дзётаро попал в тюрьму. Может высвобождать стенд в образе большого красного орла и манипулировать огнём. Выступает в качестве мудреца. Его стенд — Magician’s Red, похож на огненного феникса и может атаковать огнём и узнавать местонахождение противника по теплу. Стенд назван в честь карты Маг. Был смертельно ранен, и какое-то время читатель думал, что Авдол погиб, но на деле он выжил. Был мгновенно убит стендом Ваннилы Айс, переместившись в другое измерение. При этом отрезанные конечности остались. 
Сэйю: Кобаяси Киёси (OVA), Миякэ Кэнта (ТВ-сериал).

### Нориаки Какёин

Нориаки Какёин

Нориаки Какёин (яп. 花京院 典明 Какё:ин Нориаки) — изначально в качестве студента он путешествовал в Египет. Со стороны он кажется хладнокровным, но на самом деле у него тёплое сердце и он верный боец. После некоторых событий Нориаки приобретает большую уверенность в себе. Стэнд был у него с рождения, что было причиной отсутствия у Какёина друзей. Нападение Нориаки на Дзётаро значительно отличается в OVA 2000 года, так в манге, сериале 2014 года (и видео-игре) внутри клиники школы он контролирует тело медсестры, в OVA для нападения он использует тело студентки. Но в любом случае терпит поражение от Дзётаро и освобождается от рабства Дио, после чего присоединяется к Дзётаро. Позже, во время битвы с Дуром Бидзаррэ, глаза Нориаки были повреждены, и он временно отстал от героев, но позже вернулся в солнечных очках. Во время финальной битвы с Дио был убит. Его стенд — Hierophant Green состоит из множества мембран, которые могут обездвиживать противника, брать его тело под контроль и взрываться, стенд назван в честь карты Проповедник.
Сэйю: Хиротака Судзуоки (OVA), Хиракава Дайсукэ (ТВ-сериал).

### Жан-Пьер Польнарефф
Жан-Пьер Польнарефф (яп. ジャン＝ピエール・ポルナレフ Дзян Пиэ:ру Порунарэфу) — один из спутников Дзётаро. Вспыльчивый, развязный, легко поддаётся на провокации, чем могут пользоваться его противники, часто не думает, перед тем, как что-то сделать, и попадает в глупые ситуации, сентиментален, может запросто довести себя до слёз. Его сестру убили за 3 года до начала событий, а год назад он встретил Дио, который пообещал найти убийцу сестры при условии, что Жан убьёт Дзётаро и Джозефа. В оригинальной манге Польнарефф нападает на Джостара в ресторане в Гонконге, но терпит поражение от Мухаммеда Авдола (В Ova-сериале нападает на судне). Жан видит добрые намерения главных героев и понимает, что Дио может быть связан с убийцей сестры, и соглашается присоединиться к Джостару и Дзётаро. Вскоре Жан успешно отомстил Джи Гэйлу за смерть сестры. Позже (в манге) однако снова попадает под влияние Дио, после битвы с Анубисом, но Дзётаро освобождает его. После прибытия в Египет Жан Пьер и Игги вскоре становятся хорошими друзьями, так Игги жертвует своей жизнью ради спасения Жана. Жан же до конца ведёт борьбу с Дио и Ваниллой Айсом. В последний раз Польнареффа можно увидеть в аэропорту перед отъездом во Францию. В пятой части манги Польнарефф возвращается как тайный союзник, чтобы помочь Джорно Джованне победить босса Дьяволо, он также становится инвалидом, потеряв ноги. Во время битвы с Дьяволо, его тело погибает, однако стенд продолжает бороться и одерживает победу над главарём мафии. Позже он начинает жить как дух внутри таинственной черепахи Коко Джамбо. Его стенд Silver Chariot, похож на серебряного рыцаря и сражается фехтованием. Chariot невероятно быстр и может создавать иллюзии себя, вводя в замешательство противника. В пятой части манги улучшается до «Реквием»-версии, которая способна воздействовать на все живые существа и переносить души в другие тела. Стенд назван в честь карты Колесница.

Жан-Пьер Польнарефф

По словам критика сайта The Pantless Anime Blogger, Жан в некоторой степени является комедийным персонажем.. Редакция CBR причислила Жан-Пьера Польнареффа к самому любимому второстепенному персонажу фанатов JoJo.
Сэйю: Кацудзи Мори (OVA), Комацу Фуминори (ТВ-сериал).

### Игги

Игги

Игги (яп. イギー Иги:) — бостон-терьер, маленькая собачка, которая обладает песочным стендом, названным в честь карты Шут. Стенд имеет форму огромной собаки с зубастым клювом и колёсами вместо задних лап. Наглый, агрессивный, любит драть волосы у Польнареффа и пукать в лицо, но в то же время и трусливый. Успокаивается только тогда, когда жуёт кофейную жвачку. Он долгое время бродил по Нью-йорку, запугивая людей, но его поймали Джозеф и Авдол. Его стенд The Fool может манипулировать песком, принимать физическую форму и парить в воздухе. Хотя Игги — пёс, он обладает достаточным интеллектом, во время основных сражений не проявляет интереса к схваткам, и как правило главные герои силой принуждают его помогать. Но в конце пёс проникается командным духом и даже жертвует своей жизнью, спасая Польнареффа от Ваниллы Айса.
Сэйю: Тиба Сигэру (OVA); Фукуэн Мисато (ТВ-сериал).

### Форевер
Форевер (яп. フォーエバー Фо:эба:) — орангутан и подчинённый Дио. Столкнулся с главными героями в море между Китаем и Сингапуром. Какое-то время успешно выдавал себя за обычную обезьяну. Обожает порнографические журналы. Его стенд Strength выглядит как грузовой корабль и способен привязать себя к неодушевлённому объекту и значительно усилить его. Привязавшись к разрушенной яхте, Форевер смог превратить её в гигантский грузовой корабль. Пока Strength связан с объектом, Форевер получает бесспорный физический контроль над ним. Эта сила может быть использована для того, чтобы удивить тех, кто садится на яхту, а также позволяет Форевору путешествовать через стены и пол корабля, как если бы они были жидкими. Убит или ранен Дзётаро.

### Руббер Соул
Руббер Соул (яп. ラバーソール Раба: Со:ру) — приспешник Дио, нанятый с обещанием получить 100 миллионов долларов в качестве награды за убийство Дзётаро. Напал на главных героев на канатной дороге в Сингапуре. Его стенд Yellow Temperance представляет собой аморфное жёлтое вещество, защищающее своего обладателя от любых атак, поглощающее органические вещества, чтобы стать сильнее и позволяющее менять облик. Побит Дзётаро.

### Хол Хорс
Хол Хорс (яп. ホル・ホース Хору Хо:су) — ковбой и приспешник Дио. Работал напарником с Джея Гейлом и предпочитал действовать из засады, выбирая для себя самый удобный момент, так как уверен в том, что его стенд слишком слабый для прямых атак. По этой же причине всегда предпочитает работать с напарником, чтобы прятаться за его спиной. Хол хитёр и например манипулирует чувствами влюблённой местной женщины Нены, чтобы та вела подрывную деятельность против героев. При этом Хорс утверждает, что таким образом обвёл вокруг пальца многих девушек из разных уголков мира. Хорс согласился работать на Дио, хотя его истинные мотивы крылись в обогащении и даже восстания против Дио, у которого по мнению Хорса должно быть очень много богатства. Оказался тяжело ранен в попытке вместе с Боинго победить Дзётаро Кудзё и получил в голову собственные пули, после чего был госпитализирован и с тех пор не появлялся в сюжете. Его стенд — Emperor, имеет форму пистолета, который может стрелять пулями, и Хорс способен контролировать их направление.

### Джей Гайл
Джей Гайл (яп. J・ガイル J Гайру) — маньяк-убийца, убивший и изнасиловавший за 3 года до основных событий младшую сестру Польнареффа. Подчинённый Дио, должен был убить Польнареффа. Лицо и тело Джея изуродовано , у него, как и у его матери, две правые руки. Его стенд может атаковать только в том месте, которое попадает под отражение от какого-либо объекта. В конце концов был убит Польнареффом.

### Нена
Нена (яп. ネーナ Нэ:на) — подручная Дио. Изначально выглядела как молодая жительница Индии, но потом продемонстрировала своё истинное лицо — толстая, невысокая и уродливая женщина в бикини с бородавкой на языке. По словам Эньи Гейл, специализация Нены — медленное убийство своих жертв. Её стенд Empress позволяет паразитировать на других живых организмах и, после определённого срока времени, использовать их в качестве маскировки. Погибает от рук Джозефа, который уничтожил её стенд.

### Энья Гайл
Энья Гайл (яп. エンヤ婆 Энъя-ба:) — приспешница Дио и мать Джея Гайла. Гадает на картах Таро. В OVA изначально была представлена как таинственная женщина. В манге и сериале она уже низкорослая старушка. Её стенд The Justice способен овладевать человеком через рану или даже овладевать трупами, превращая их в зомби. Также её стенд обладает возможностью материализации иллюзий. Так, например, она превратила руины и кладбище в настоящий город. После смерти Джея Энья впала в ярость и решила во что бы то ни стало убить Польнареффа, но сама была побеждена, когда стенд Дзётаро поглотил её собственный стенд. Перед её смертью от рук другого приспешника Дио убившего ее стало ясно, что Энья была заражена клетками Дио.

### Камео
Камео (яп. カメオ Камэо) — приспешник Дио. Изолировал Польнареффа на острове в Красном море. Его стенд Judgement манипулирует глиной и грязью и представляется джином. Польнарефф попросил его возродить Шерри Польнарефф и Мухаммеда Авдола, и поэтому Камео создаёт из грязи их клонов, которые в итоге нападают на Польнареффа. Настоящий Авдол появляется и спасает Польнареффа от клонов, уничтожая их и находя укрытие Камео. После недолгих издевательств они заставили его вылезти наружу. Авдол отказался прощать его и использует Magician’s Red, чтобы обжечь его в качестве своего четвёртого и последнего желания.

### Пет Шоп
Пет Шоп (яп. ペット・ショップ Пэтто Сёппу) — сокол, приспешник Дио. Охранял особняк Дио в Египте и убивал любого, кто приближался к нему. Сразился с Игги в канализации и почти убил его, однако в итоге погиб сам от того что его съел игги. Его стенд Horus позволяет манипулировать льдом. Единственный персонаж, у которого в аниме адаптации отсутствует сэйю.

### Ванилла Айс
Ванилла Айс (яп. ヴァニラ・アイス Ванира Айсу) — правая рука Дио, очень туп и обладает стендом, способным мгновенно перемещать объекты в другое измерение, оставляя на их месте пустые сферы. Доказал свою верность Дио, отрубив себе голову по его приказу. Дио же воскресил его с помощью своей крови. Во время битвы с Польнареффом жестоко убил Игги, после чего Польнарефф в порыве ярости попытался заколоть Айса насмерть и даже пронзил шпагой его мозг, но безуспешно в связи с вампирской сущностью того. Догадавшись, что Ванилла Айс является вампиром (о чём сам Айс, судя по всему, догадаться не успел), Польнарефф вытолкнул его на солнце, которое моментально превратило злодея в пепел. Его имя названо в честь музыканта Vanilla Ice, а название силы в честь музыкальной группы Cream.
Сэйю: Сё Хаями (ТВ-сериал)

## Diamond Is Unbreakable

### Дзёсукэ Хигисиката
Дзёсукэ Хигисиката (яп. 東方 仗助 Хигасиката Дзё:сукэ) — главный герой четвёртой части манги. Как и Дзётаро, является хафу, и родился от внебрачного союза уже постаревшего Джозефа Джостара и японки по имени Томоко Хигасикаты и фактически является сводным дядей Дзётаро Кудзё, хотя на 12 лет младше его. Его рост составляет 185 см и вес — 82. Носит причёску в стиле «босодзоку». На момент событий Stardust Crusaders ему было 4 года, а сам Джозеф был не в курсе, что имеет сына. Дзёсукэ живёт в вымышленном городе Морио вместе с матерью. Дзёсукэ всегда спокоен и рассудителен. Но если кто-то оскорбляет его причёску, сразу же впадает в ярость и рвётся в драку убивая все что видит . Причина носить подобную причёску заключается в том, что маленького Дзёсукэ, внезапно поражённого таинственной тяжёлой болезнью (на момент событий Stadust Crusaders), однажды спас тяжело раненный незнакомец, когда подкинул свою куртку под колесо машины Томоко, застрявшей в снегу во время пурги, когда она везла сына в больницу. Хотя (после смерти Дио) болезнь сама по себе исчезла, с тех пор Дзёсукэ восхищался незнакомцем, поэтому скопировал его причёску. Судьба незнакомца неизвестна.

Дзёсукэ Хигасигата

На момент начала событий 4 части встречает Дзётаро, который предупреждает героя о наличии владельцев стендов в Морио и предлагает сотрудничество, но сначала Дзёсукэ безразлично отнесся к этому и отказался помогать. Однако быстро изменил мнение, после того как его дедушку убил Анджело — серийный убийца, обладающий стендом. Дзёсукэ начинает бороться с другими носителями стендов, чтобы заполучить особые лук и стрелу, которые побуждают в человеке стенд, чтобы таким образом предотвратить распространение недоброжелательных владельцев стендов. Испытывает противоречивые чувства к Джозефу. С одной стороны он обижен на него, что тот никак не помогал его матери и не видел, как Дзёсукэ рос, с другой стороны в глубине души был счастлив увидеть отца и быстро «простил» его.
Его стенд — Безумный бриллиант (Crazy Diamond), может драться в ближнем бою, нанося физический урон как Star Plantinum, но не способен отходить от хозяина дальше двух метров. Помимо этого Алмаз способен мгновенно восстанавливать разрушенные вещи или повреждённые части тела, но при этом ещё и искажать их первоначальный вид, что Дзёсукэ эффективно использует во время боя. Свою способность Дзёсукэ использует, чтобы лечить смертельно раненных союзников, однако таким способом не способен вылечить себя или оживить умершего человека; тело можно восстановить, но душа в него не вернётся (например, вернув в первоначальный вид тело своего деда, он не смог его оживить). Его стенд назван в честь композиции Shine On You Crazy Diamond группы Pink Floyd. Редакция CBR причислила Дзёсукэ к любимому главному герою среди фанатов JoJo.

### Коити Хиросэ

Коити Хиросэ

Коити Хиросэ (яп. 広瀬 康一 Хиросэ Ко:ити) — одноклассник Дзёсукэ, быстро становится его лучшим другом. Он новичок в школе и, несмотря на свой возраст, очень низкорослый, живёт вместе с матерью и старшей сестрой. Позже между Дзётаро и им формируются отношения как между учителем и верным учеником. Родился недоношенным и весил 2 килограмма, что вероятно является причиной его низкого роста. Хотя Коити выглядит очень неуверенным и слабым, он честен и не бежит в панике перед опасностью и даже учится владеть своим стендом Echoes. С помощью своего стенда может создавать звуковые удары на теле противника, которые будут сбивать его с толку, также в критических ситуациях, угрожающих жизни Коити, его стенд может эволюционировать, образуя второй и третий акт; второй акт способен придавать объектам разные свойства (например сделать его прыгучим), а третий акт обладает разумом, может наносить физические удары, а также замораживать объект, чтобы сделать его тяжелее. Его стенд назван в честь сингла группы Pink Floyd — Echoes.

### Окуясу Нидзимура

Окуясу Нидзимура

Окуясу Ниджимура (яп. 虹村 億泰) — один из двух братьев Ниджимура, которые владели луком и стрелой, способные одаривать человека стендом. Очень глупый, чего не стыдится и наоборот часто в этом признаётся и редко понимает логику действий Дзёсукэ. Окуясу очень сильно зависел от старшего брата, принимавшего трудные решения. После смерти брата пытался отомстить его убийце, обладающему стендом под названием Red Hot Chili Pepper, и вскоре подружился с Дзёсукэ и Коити. Отец Окуясу представляет собой странно мутировавшее существо после встречи с Дио. Сначала Окуясу и Кэйтё решили тайно его убить, чтобы избавить от страданий. Стенд Окуясу под названием The Hand способен наносить единый заряженный удар, схлопывающий пространство (всё, что окажется на линии удара, отправляется в другое измерение, в то время как границы вырванного пространства схлопываются, заполняя образовавшуюся пустоту). Редакция CBR причислила Окуясу ко второму любимому второстепенному персонажу среди фанатов JoJo.

### Кэйтё Нидзимура
Кэйтё Нидзимура (яп. 虹村 形兆) — владелец стенда, старший брат Окуясу. Их с Окуясу отец стал работать на Дио, так как не мог прокормить семью. Однако, он был заражён паразитом Дио и после смерти последнего паразит взбесился и отец Кэйтё и Окуясу мутировал в бессмертного уродливого мутанта. После смерти матери, Кэйтё завладел луком и стрелой, способными пробуждать стенды у обычных людей, и использовал их, чтобы создать достаточно сильного владельца стенда, способного убить их отца. С помощью этого оружия Кэйтё даровал стенды многим жителям Морио, в том числе Анджело и Коити. Кэйтё — достаточно хладнокровный манипулятор, не ставящий человеческие жизни в ценность, за счёт чего ранил своего брата при попытке убить Дзёсукэ. Даже более того, Кэйтё часто осуждает Окуясу за недальновидность, однако, пожертвовал собой, чтобы спасти брата от смерти. Убит стендом Акиры Отоиси, из-за чего Окуясу был вынужден принять помощь Дзёсукэ в расследовании его смерти. Стенд самого Кэйтё — Bad Company, представляет собой армию живых игрушечных солдатиков (а также танков и вертолётов), однако урон от их атак сравним с реальными прототипами оружия и техники.

### Рохан Кисибэ
Рохан Кисибэ (яп. 岸辺 露伴) — известный мангака, родом из Морио, но почти всю свою жизнь прожил в мегаполисе и на момент событий Diamond is Unbreakable, переехал обратно в Морио, так как не любит большие города. Одиночка, избегающий общество людей, поэтому имеет странные манеры в речи. Высокомерен и агрессивно реагирует на любого, кто ставит под сомнение правильность его мышлений. Любит чувствовать превосходство над остальными. Имеет садистские наклонности и видит вдохновение даже во всём самом отвратительном и ради вдохновения готов идти на авантюру или сталкиваться лицом со врагом. Хотя Рохан с первого взгляда кажется абсолютным равнодушным и эгоистичным, сначала демонстративно избегая контакта с остальными, он всё же питает неравнодушные чувства к Рэми Сугимото и позже становится более терпимым к Дзётаро, решив помочь ему в поимке Ёсикагэ Киры.

Рохан Кисибэ

Обладает стендом «Heaven’s Door», с его помощью может превращать цель в «книгу-автобиографию» и делать на её страницах команды, чтобы жертва подсознательно следовала им или вырывать страницы, таким образом лишая жертву целого пласта памяти. Такими способностями Рохан не может атаковать, но может узнать о личности человека, манипулировать им и стирать память. Однако позже обнаруживает в себе способность материализовывать нарисованные изображения, используя их для атак. Помогает главным героям изучить личность Ёсикагэ Киры. Его способность названа в честь сингла Боба Дилана — Knockin’ on Heaven’s Door. Рохан позже появляется в спин-оффах, таких, как Thus Spoke Rohan Kishibe ~Episode 16… Confessional~ (1997), Thus Spoke Rohan Kishibe -Mutukabezaka- (2007), Rohan at Louvre (2010), Rohan Kishibe Goes to Gucci (2012) и Thus Spoke Rohan Kishibe ~Episode 5 Millionaire Village~ (2012).

### Ёсикагэ Кира

Ёсикагэ Кира

Ёсикаге Кира (яп. 吉良 吉影) — главный злодей 4 части. Холостой молодой человек 33 лет, живущий в крупном поместье, офисный клерк и одновременно серийный убийца, который занимается убийством девушек больше 15 лет. Обладает большими физическими и интеллектуальными талантами, но никогда не демонстрирует их, чтобы не выделяться. Его стенд Killer Queen — похожего типа, что у стенд Дзётаро или Дзёсукэ и силён в ближнем и кулачном бою, его особенностью заключается превращение любой цели, до которой дотронулся стенд, в бомбу; от уничтоженной жертвы не оставляя и следа. Позже стенд получает способность образовать временные петли. Стенд назван в честь песни группы Queen Killer Queen. Перфекционист, любит рутину и когда всё «плывёт своим временем». Кира получает сексуальное удовольствие от отрубленной женской руки и ухаживает за ней, пока не появляется сильный трупный запах. Затем Кира снова находит жертву и убивает её, оставляя себе руку. Сначала Ёсикагэ наносил уродливые ранения жертве, но позже решил уничтожать своих жертв (кроме рук), чтобы стереть их следы существования и люди думали, что жертва пропала без вести. Позже, во время битвы с Дзётаро и Коити, Кира изменяет своё лицо, используя силы косметолога Аи Цудзи, на лицо Косаку Кавадзири. У Косаку есть жена, которая его не выносит, (Синобу Кавадзири) и сын (Хаято Кавадзири), учащийся в грамматической школе. Хотя Синобу терпеть не могла мужа, она потом снова полюбила его, даже не подозревая, что это уже не её муж, а серийный убийца в его обличии. Хаято же стал замечать странные нововведения у отца, в частности использование обуви другого размера, практикование записи собственного имени и хранение на чердаке странного существа-стэнда под названием Стрэй Кэт (анг. «Stray Cat», буквально — «Бродячий кот», в честь рокабилли-группы «Stray Cats»). Именно благодаря Хаято Дзёсукэ удаётся выследить и победить Киру.Был убит машиной скорой помощи и стал призраком)

### Андзюро Катагири
Андзюро Катагири (яп. 片桐 安十郎) — также известен, как Анджело. Серийный убийца и первый противник Дзёсукэ. Известен тем, что совершал убийства самыми жестокими и извращёнными способами, за что был признан худшим убийцей в истории Японии. Его приговорили к смертной казни, но Анджело смог спастись и сбежать из тюрьмы благодаря приобретённому стенду. Так он попал в Морио, где случайно столкнулся с Дзёсукэ и затем убил его деда — Рёхая. Его стенд — Aqua Necklace способен передвигаться по воде, проникать в людей и разрывать их на части. Дзёсукэ победил его и вмуровал в камень с помощью стенда.

### Юкако Ямагиси
Юкако Ямагиси (яп. 山岸 由花子) — Одноклассница Дзёсукэ и Коити, влюблена во второго. Её любовь настолько сильна, что она стремится всеми способами влюбить его в себя и овладеть им. Позже для этого даже похищает Коити, чтобы «перевоспитать» его. Её волосы являются стендом, с помощью них она может хватать объекты или же вживлять волосы в других людей, чтобы потом их задушить или обездвижить. Её стенд назван в честь музыкального альбома Love Deluxe. После того, как Коити и Дзёсукэ побеждают её в схватке, девушка смиряет свой пыл и начинает уважать и боятся Коити, но дальше пытается заслужить его внимание, однажды даже изменив лицо и тело с помощью стенда Айи Цудзи, из-за чего и добивается внимания Коити и их первого поцелуя. Юкако позже появляется в сингле Breeeeze Girl, исполняемом рок-группой Base Ball Bear.

### Томоко Хигасиката
Томоко Хигасиката (яп. 東方 朋子) — мать Дзёсукэ Хигасикаты, примерно за 7 лет до событий Stardust Crusaders закрутила роман с Джозефом и родила Дзёсукэ. На начало событий Diamond Is Unbreakable жила вместе с Дзёсукэ и отцом Рёхэем, начальником местного отделения полиции. Очень жёсткая и темпераментная женщина, демонстрирующая агрессию, когда к ней начинает приставать кто-либо. При это всё ещё любит Джозефа и приняла за него Дзётаро, когда впервые встретила его. Очень любит Дзёсукэ и волнуется, что он может, например, опоздать в школу.

### Акира Отоиси
Акира Отоиси (яп. 音石 明) — выступает главным антагонистом в первой части Diamond is Unbreakable. 19-летний музыкант и владелец стенда Red Hot Chili Pepper и преследующий главных героев долгое время. Долгое время его личность была неизвестна, так как его стенд способен действовать на огромном расстоянии, однако для поддержания жизни, стенду необходимо питаться из любого источника энергии и не отходить от него дальше метра. Ответственен за смерть брата Окуясу и намеревался убить семью Дзёсукэ, создавая с помощью украденного артефакта — лука и стрелы новых владельцев стендов. Впоследствии терпит тотальное поражение в попытке убить Джозефа и отправляется в тюрьму на 2 года.

### Тамами Кобаяси
Тамами Кобаяси (яп. 小林 玉美) — владелец стенда, жулик и вор. Его стенд — The Lock, образует замок на груди жертвы, которая чувствует вину перед Тамами. Таким образом с помощью подстав Тамами заставляет жертв чувствовать виновными, чтобы потом шантажировать их или вымогать деньги. Однажды его целью стала семья Коити, но потерпев от его стенда полное поражение, стал уважать силу Коити и решил служить ему.

### Тосикадзу Хадзамада
Тосикадзу Хадзамада (яп. 間田 敏和) — владелец стенда, отаку и психически неуравновешенный социофоб. Ненавидит всех людей, которые по его мнению более успешны и популярны и даже может их атаковать с помощью стенда — Surface, который обычно выглядит как деревянная кукла, но принимает вид, голос, запах и характер человека, который до неё дотронулся и одновременно может управлять движениями того самого человека, чей облик стенд приобрёл. Однажды он пытался расправиться с Дзэсукэ и Дзётаро, но потерпел от них поражение. После появляется эпизодическим, общается с Коити, а также обожает читать мангу Рохана Кисибэ.

### Сигэти Яндзо
Сигэкиё Яндзо (яп. 矢安宮 重清) — владелец стенда, ученик средней школы. Пухлый, глупый, наивный, добрый, готов помочь своим друзьям и родителям ценой жизни и найти серийного убийцу но подлый, не сдерживает обещания, и жадный до денег. Очень трепетно относится к родителям. Всюду носит фотографию матери. Его стенд Harvest может делиться на 500 частей, каждая из которых может выискивать мелкие вещи, которые пожелает хозяин. Так Сигэки собирает мелочь по всему городу и имеет много денег при себе. Был убит Ёсикагэ Кирой.

### Рэйми Сугимото
Рэйми Сугимото (яп. 杉本 鈴美 ) — неупокоенная душа 16-летней девушки, 15 лет назад ставшей одной из первых жертв Киры Ёсикаге. Будучи призраком, наблюдает как всё большее количество людей становятся жертвами серийного убийцы. Она была хорошей знакомой семьи Рохана и в день нападения Киры, 4-х летний Рохан был в доме Рэйми, девушка спасла ребёнка, выпустив Рохана на улицу через окно. Рэйми просит главных героев расправиться с Кирой, чтобы её душа упокоилась. Впоследствии им это удалось

### Ая Цудзи
Ая Цудзи (яп. 辻 彩) — владелица стенда. Работает косметологом и с помощью стенда Cinderella может временно или на постоянно изменять внешность человека или же наоборот отбирать у него лицо и разрушать тело. Берёт большие деньги за свои услуги. По её словам, меняет внешность людям, чтобы изменять их судьбу и помогать найти любовь, но одновременно ставит жёсткие условия, например, что чарующая внешность остаётся в течение получаса. Свои мотивы Ая объясняет вдохновением от сказки «Золушка», где главная героиня могла оставаться прекрасной лишь до полуночи. Была убита Кирой Ёсикагэ, после того, как она изменила ему внешность, чтобы избавиться от любых свидетелей.

### Микитака Хадзэкура
Микитака Хадзэкура (яп. 支倉 未起隆) — пришелец, похожий на эльфа, прибывший на Землю, так как его раса, родом из Магеллановых Облаков потеряла родной дом, когда их планета была уничтожена. Имя персонажа не настоящее и используется для общения с землянами (японцами). Имеет странные манеры поведения и мало знает о привычках людей. Не выносит звука сирен от машин, так как звуковые волны входят в резонанс с его нервной системой. Его способность, Earth Wind and Fire, позволяющая принимать ему облик разных неодушевлённых предметов не является стендом, поскольку он не видит их у других персонажей.

### Сидзука Джостар
Сидзука Джостар (яп. 静・ジョースター ) — потерянная новорождённая девочка, найденная Джозефом в Морио. Благодаря силе её стенда — Achtung Baby, она, сама того не осознавая, постоянно находится в невидимом состоянии, а, испытывая стресс, делает невидимым всё вокруг. Джостар нашёл её одну на обочине дороги, когда заметил подозрительные шаги. Чтобы её видеть, Джозеф накрасил её лицо косметикой и одел, после чего начал ухаживать за ней, как отец. На протяжении истории, он искал её мать, но так и не нашёл и поэтому решил удочерить, дать фамилию Джостар и увезти в США. Хирохико Араки в своём арте изобразил её в подростковом возрасте, где у Сидзуки появилась звезда на шее, символизируя преемственность семьи Джостаров и в своё время, Араки планировал сделать её главной героиней в одной из будущих частей манги.

### Тоёхиро Канэдаити
Тоёхиро Канэдаити (яп.  鋼田一豊大) — владелец стенда и отшельник, домом которого является телефонная башня. Сама башня является стендом под названием Superfly, которая привязывает любую цель, находящуюся на её территории к себе и отражает любой нанесённый ей урон обратно в атакующего с той же силой, восстанавливая любые повреждения. Планировал заточить Дзёсукэ, Окуясу и Михитаку внутри башни, но был побеждён ими. Впоследствии стал достопримечательностью города Морио и был заперт в башне.

## Golden Wind

### Джорно Джованна
Джорно Джованна (яп. ジョルノ・ジョバァーナ Дзёруно  Дзёба:на) — главный герой 5 части манги. Его настоящее имя — Харуно Сиобана. Он сын японки и Дио, но биологически считается сыном Джонатана, так как Дио на тот момент был носителем тела Джонатана. В раннем детстве вместе со своей матерью переехал в Италию. Детство Джорно проходило не гладко: его мать гуляла, приёмный отец слишком часто наказывал его, а одноклассники издевались над ним. Это было до тех пор, пока он однажды случайно не спас одного из мафиози. Тогда Джорно загорелся мечтой стать «гангстерской звездой» (gangstar). Джорно вознамерился проникнуть в ряды мафии и стать его боссом, чтобы прекратить поставку наркотиков детям. Так, он убеждает присоединиться к нему Бруно Буччеллати, одного из членов мафии. Джорно вскоре знакомится со своими коллегами по банде (Гвидо Мистой, Наранчей Гиргой, Паннакоттой Фугой и Леоне Абаккио) и убеждает их также разделить с ним его идею. После того, как банда во главе с Буччеллати находит сокровища Польпо, и за это Бруно делают лидером, ему приходит поручение доставить дочь босса (Триш Уну) к нему целой и невредимой. Когда банда успешно выполняют задание, оказывается, что босс хочет убить Триш, и поэтому Джорно образует команду отступников, чтобы раскрыть личность босса и свергнуть его.

Джорно Джованна

С ними позже связывается Жан Пьер Полнарефф, владеющий стрелой, которая, пронзая человека, дарует ему Стенд. Он говорит отступникам, чтобы те направлялись в Колизей. Однако там они сталкиваются с Дьяволо — боссом «Пассионе» — который хочет заполучить стрелу, чтобы стать королём мира, ведь стрела, пронзая Стенд, превращает его в его «Реквием»-версию. Так, Стенд Полнареффа, Silver Chariot, становится Silver Chariot Requiem, неконтролируемым (так как тело Полнареффа мертво) Стендом, усыпляющим людей и меняющим их души местами. Поэтому душа Джорно оказывается в теле Наранчи. Дьяволо, оказавшийся в теле Мисты вместе с Триш, убивает Наранчу, и душа Джорно возвращается в своё тело. Дьяволо удаётся уничтожить Silver Chariot Requiem, но стрелу получает Джорно, превращая его стенд в Gold Experience Requiem. Джорно побеждает Дьяволо и становится новым боссом «Пассионе».

### Бруно Буччарати
Бруно Буччарати (яп. ブローノ・ブチャラティ Буро:но Бутярати) — член мафиозной банды «Пассионе». Впервые в манге появляется с целью допросить Джорно о смерти другого члена мафии — Слезливого Луки. После небольшой битвы Джорно убеждает Бруно разделить идею отмены продажи наркотиков детям. Когда становится известно о смерти одного из лидеров банды — Польпо — группа Буччарати отправляется за его сокровищами. После их нахождения Бруно становится лидером вместо Польпо. Ему поручают задание доставить боссу его дочь — Трис Уну. Группа с успехом выполняет задание, но потом оказывается, что босс хочет убить Трис, чтобы порвать все родственные связи и остаться в тайне, и Бруно сражается с боссом. Затем он присоединяется к банде отступников во главе с Джорно. Позже тело Бруно начинает разлагаться, и оказывается, что он умер в первом столкновении с Дьяволо, но благодаря усилиям стенда Джорно смог задержаться в нашем мире будучи при этом как оживший мертвец. Под воздействием Silver Chariot Requiem, усовершенствованного стенда Польнареффа, Бруно меняется телами с Дьяволо. После победы Джорно над Дьяволо душа Бруно уходит.

Бруно Буччарати

Бруно родился в бедной рыбацкой деревне, однако очень любил свою семью и дорожил отцом. Когда отец был замешан в наркобизнесе и тяжело ранен, Бруно пытался защитить своего отца от нападавших и в результате убил их всех. Так он попал в банду «Пассионе».
Его Стенд, Sticky Fingers, способен создавать молнии (застёжки) и направлять их на разные объекты, от стен до людей. Перед крупным ударом Бруно говорит всегда «Arrivederci» (ит. До свидания). Стенд назван в честь Sticky Fingers.

### Леоне Аббаккьо

Леоне Аббаккьо (яп. レオーネ・アバッキオ Рэо:нэ Абаккио) — член банды «Пассионе». Когда-то давно работал полицейским и верил в закон и справедливость, но стал всё больше разочаровываться фактом того, что полицейских и судей можно подкупить и что население враждебно и порой агрессивно относится к полиции. Он работал полицейским до тех пор, пока по его вине его напарника не убивают. Убийство его товарища бандитом сломало Леоне и он перестал верить в справедливость, уволился и начал пить. Тогда его нашёл Бруно и предложил вступить в банду Пассионе. Он больше всех выражает недоверчивость к Джорно. Когда становится известно о реальных намерениях их босса относительно его дочери, Трис Уны, он присоединяется к банде отступников. Когда он пытается воспроизвести прошлое босса в Сардинии при помощи своего Стенда, он оказывается убит боссом «Пассионе», Дьяволо, однако Аббаккьо успевает выдолбить в статуе его лицо. Его Стенд, Moody Blues, способен воспроизводить прошлое какого-либо человека, превращаясь в него самого. При этом Леон может отматывать воспроизводимое. Однако, используя это, Леон становится уязвим. Оказывается убит Дьяволо, однако перед этим успел раскрыть его истинную личность и передать героям. Стенд назван в честь музыкальной группы Moody Blues.

### Гвидо Миста
Гвидо Миста (яп. グイード・ミスタ Гуи:до Мисута) — член банды Буччарати. Когда-то попал в стычку с бандитами и попал под интенсивный обстрел, однако таинственным образом бандиты промахнулись и не попали в Гвидо. Это оказалось способностью Гвидо — управлять движением пуль, и так он убивает бандитов и попадает в тюрьму, его оттуда вытаскивает Буччарати. Так после теста, проведённого Польпо, он попадает в банду Буччарати. Его стенд назван в честь Sex Pistols. Страдает тетрафобией — боязнью числа 4, что, помимо прочего, выражается в отсутствии среди Sex Pistols номера 4. Редакция CBR причислила Мисту ко третьему любимому второстепенному персонажу среди фанатов JoJo.

### Наранча Гирга
Наранча Гирга (яп. ナランチャ・ギルガ Нарантя Гируга) — член банды Буччарати. Его мать умерла от болезни, а отец отвергает его как неудачника. В 14 лет Гирга уже вёл образ жизни уличного сироты, когда его заметил Фуго и привёл к Буччарати. Наранча был сильно поражён добротой Буччарати и поклялся всегда следовать за ним. Способен создавать объект, похожий на самолёт, и атаковать ракетами и пулемётами. Также использует свою силу как радар для обнаружения противников. Однако он не может находить кого-то при высокой концентрации углекислого газа, что значительно затрудняет поиск нужного человека в большой толпе. Был убит Дьяволо в теле Джорно перед финальной битвой. Его стенд назван в честь Aerosmith.

### Паннакотта Фуго
Паннакотта Фуго (яп. パンナコッタ・フーゴ Паннакота Фу:го) — правая рука Буччарати. Обладает взрывным характером и склонен впадать в ярость по незначительным причинам. Родом из зажиточной семьи. Ещё ребёнком насмерть избил учителя после того, как тот попытался приставать к мальчику. Родители замяли скандал взятками и Фуго избежал тюрьмы для несовершеннолетних, однако он опорочил честь семьи и был изгнан вести образ жизни бродяги. В какой-то момент его заметил Буччарати и сделал членом своей банды. Учится контролировать свой гнев. Его стенд принимает форму гуманоида с фиолетово-белым узором и гладиаторским шлемом. Его сила способна распространять разрушительный вирус, который уничтожает всё органическое и может уничтожить человека за 30 секунд в том числе он опасен и для самого владельца стэнда. Тем не менее вирус не переносит солнечный свет. Его стенд назван в честь Purple Haze. Он покинул банду Буччарати, после того, как ему пришлось выбирать между сохранением верности боссу и предательством главных героев.

### Трис Уна
Трис Уна (яп. トリッシュ・ウナ Ториссю Уна) — член банды Буччаратти и единственная женщина. Главные герои должны по указанию защищать её от предателей организации. Раньше жила обыкновенной жизнью, но после того, как она узнаёт, что является дочерью Дьяволо, стала вступать в преступные синдикаты, чтобы сблизиться с отцом. Когда она наконец-то встречается с ним, он пытается убить её, как родственника, чтобы стереть следы своего прошлого. После этого она присоединяется к банде Буччаратти, чтобы вести борьбу с Дьяволо. Обладает стендом и может делать любые объекты эластичными, чтобы они не поддавались разрушению. Её стенд назван в честь Spice Girls.

### Дьяволо/Доппио Винегар
Дьяволо (яп. ディアボロ Диаборо) — главный злодей 5 части, был рождён в тюрьме для женщин. По утверждению матери, его рождение было мистическим, так как мать на тот момент уже два года находилась в женской тюрьме и не вступала в половой контакт с мужчиной. Уже с рождения у него было раздвоение личности. Маленького Доппио забрал местный священник, потому что мать не может растить его в тюрьме. В 19 лет Доппио, гулявшего с Донателлой Уной, увидел священник и когда тот строил апартаменты для него, то нашёл женщину, погребённой заживо с зашитым ртом, которая видимо была матерью мальчика. Позже произошёл пожар, где священник погиб с другими. Дьяволо спасся и вступил в преступный синдикат Пассионе. Будучи жестоким но и идеальным лидером, Дьяволо параноидально действует из под тени, через своих посредников и боится, что кто либо раскроет его истинную личность. Таким образом он решил избавиться от всех своих кровных родственников и тех, кто узнаёт его истинную личность. И так Дьяволо взял новый псевдоним Солльдо Назо. Даже когда речь заходит о прямом столкновении или необходимости сражаться, Дьяволо предпочтёт сбежать, если это означает раскрытие его личности. Доппио же представлен трусливым и инфантильным психопатом по имени, который может использовать любой предмет для «разговора» с Дьяволо. При этом, при смене личностей, меняется и физиология тела — Доппио выглядит как худощавый подросток с жёлтыми глазами, а Дьяволо же имеет выраженную мускулатуру и зелёный цвет глаз. В конце сюжетной арки становится ясно, что Дьяволо и Доппио — две самостоятельные души, делящие одно тело. Дьяволо может призывать светло-красного гуманоида King Crimson, способного предсказывать будущее на 10 секунд и манипулировать пространством-временем, «стирая» определённые события или промежутки времени, что наделяет Дьяволо абсолютным преимуществом в бою и вводит в замешательство противника. Тем не менее для действия своего стенда, Дьяволо нужно оказаться ближе расстояния двух метров от цели поражения. У King Crimson есть дополнительная способность, которая позволяет видеть будущее на 10 секунд вперёд. При необходимости Доппио может использовать эту способность.

### Польпо
Польпо (яп. ポルポ Порупо) — один из антагонистов истории и капореджиме банды Пассионе. Он был начальником Буччарати. Из-за своего веса и размера беззащитен перед врагами и поэтому добровольно заключил себя в тюрьме, где через посредников даёт указания своим подчинённым. Именно он организовал Джорно испытание для вступления в банду Пассионе. Его стенд — Black Sabbath способен на сильные физические атаки, однако боится солнечного света и атакует из тени. Убит Джорно.

### Ризотто Неро
Наполовину антагонист в 5 части. В 14 лет его сестру сбила машина, а в 16 лет он отомстил и убил водителя, позже стал главой отряда убийц пассионе, но босс издевался над ними и не доплачивал за что они решили узнать личность босса и убить его. После смерти двух участников банды, убитых боссом, он пытается победить босса с помощью банды, но всех её членов убивает банда Буччелати. Ризотто вскоре находит Доппио, но умирает от стенда Наранчи. Его стенд, Metallica (в честь метал-группы Metallica), манипулирует железом, может превращать железо из человеческого тела в оружие холодного боя и позволяет Ризотто становиться невидимым.

## Stone Ocean

### Джолин Кудзё
Джолин Кудзё (яп. 空条 徐倫 Ку:дзё: Дзёри:н) — дочь Дзётаро Кудзё, главная героиня 6 части манги и единственный главный персонаж-женщина в цикле JoJo’s Bizarre Adventures. Рост 174 см, вес 58 кг. Она потомок Джонатана Джостара в 6-м поколении. Почти всё детство провела в одиночестве, даже когда нуждалась в пристальном внимании. По словам отца, Джолин - на 1/4 японка, 1/4 американка, 3/8 итальянка и 1/8 англичанка. В 14 лет её ошибочно приняли за подозреваемую в ограблении, и девушка в страхе угнала байк, её отправили первый раз в тюрьму для несовершеннолетних. Вскоре мать развелась с отцом Джолин. И Джолин настолько сильно разочаровалась, что вступила в местную банду мотоциклистов, доставляя новые проблемы родственникам. Терпеть не может видеть отца, так как тот почти не появлялся. В 19 лет она покинула банду, но на левой руке оставила татуировку и отправилась на свидание с парнем из богатой семьи по имени Ромео. Отправляясь домой, Ромео врезался в пешехода и убил его. Чтобы скрыть преступление, Ромео и Джолин свалили труп в неизвестное место. Их раскрыли, но Ромео подставил Джолин, перекинув все обвинения с помощью крупной взятки на Джолин. В результате девушка снова попала в тюрьму — Green Dolphin Street. Перед отправкой получила от адвоката послание от отца, которое оказалось осколком стрелы, который даровал Джолин стенд. Позже выясняется, что аварию подстроил бывший последователь Дио, который намеревался убить Джолин в тюрьме. Во время боя с Дзётаро против Джонгали у девушки появился шанс сбежать, но она решает остаться, чтобы вернуть «сущность» Дзётаро. С помощью Эмпорио, у неё это получается. В финальной битве с отцом Пуччи, она погибает в основной вселенной, защитив отступление Эмпорио. В перезагруженной вселенной без Пуччи она жива, однако у неё иное имя - Айрин

Джолин Кудзё

- Stone Free — стенд Джолин. С помощью неё, Джолин образует из своего тела тонкие нити, позволяющие слушать на дальнем расстоянии и оставлять режущие раны. Стенд обладает особой силой и с помощью её может изменять фасон одежды, волос и форму тела.

Сэйю: Ай Файруз

### Эрмес Костелло

Эрмес Костелло

Эрмес Костелло (яп. エルメェス・コステロ Эрумэ:су Косутэро)— подруга Джолин, дочь мексиканского эмигранта. Когда Эрмес было 17 лет, её старшую сестру убил продавец автомобилей по имени Спортс Макс. С целью его убить села в тюрьму, инсценировав вооружённое ограбление. Впервые встречается с Джолин в тюрьме, когда они были заключены рядом друг с другом. Была поражена искренностью слов Джолин, за что и стала её уважать. У Эрмес есть множество потайных мест, где она может прятать деньги, например под кожей в груди. Будучи уколотой наконечником стрелы, получает стенд в виде стикера на ладони. Если стикер приклеить к предмету, то предмет дублируется, но если стикер сорвать, то дубликаты снова станут одним целым. Чем дальше дубликаты друг от друга, тем сильнее будет повреждение первичного предмета при их слиянии. Гуманоидная форма стенда обладает разрушительной силой и тоже способна копировать объекты, покрыт стикерами с отпечатками губ похожие на женские. Участвовала в финальной битве против Пуччи, но погибает. В перезагруженной вселенной без Пуччи, она жива.

### Фу Файтерс

Фу Файтерс

Foo Fighters (яп. フー・ファイターズ Фу: Файта:дзу) — изначально планктон, который получил от Whitesnake диски сущности и разум. Таким образом он стал разумным существом и одновременно стендом. Может паразитировать на трупе, вытягивать из него жидкость, или даже «чинить» тело. Если материализуется в собственную форму, то нуждается в постоянном источнике воды. Был побежден Джолин и Эрмес. Однако Джолин решила не убивать его и объяснила ситуацию, что Фу Файтерс является лишь марионеткой в руках Вайтснейка, пообещав, что заберёт лишь диски отца. После чего Файтерс решил защищать Джолин и помочь ей найти диск с памятью отца, взяв тело недавно умершей заключённой по имени Этро и с помощью планктона поддерживая жизнедеятельность организма. Файтерс после захвата тела перенимает память Этро, что позволяет ему вести себя довольно естественно, но иногда выкидывает странности. Очень злится, когда кто-то забирает его стакан воды, также стремится противостоять привычкам Этро, от одежды до еды, например вместо хлеба ест рис, а вместо свинины — тунца. Погибает от руки стенда Пуччи, Whitesnake, который перевоплотился в Везера.

### Эмпорио Альниньо

Эмпорио Альниньо

Эмпорио Альниньо (яп. エンポリオ・アルニーニョ Эмпорио Аруни:нё) — 11-летний мальчик, родившийся в тюрьме, однако благодаря его способностям, никто об этом не знал. Сущность его матери похитил Whitesnake. Способен воплощать души вещей в реальность, так он воссоздал музыкальную комнату, которая здесь существовала до тюрьмы. Хотя он пацифист и выступает против сражений, сыграл важную роль в борьбе Джолин и Дзётаро против Джонгали. В дальнейшем тайно помогает Джолин. Участвовал в финальной битве против Пуччи, где остаётся единственным выжившим из основной вселенной. В финале, с помощью стенда Везера Репорта, полученным из диска с памятью Везера, он побеждает Пуччи в альтернативном 2011 году, где в конце уезжает с реинкарнациями своих друзей.

### Нарцисо Анасуй

Нарцисо Анасуй

Нарцисо Ансуй (яп. ナルシソ・アナスイ Нарусисо Анасуй) — один из союзников Джолин, впервые наряду с Уэзером был показан в комнате Эмпорио. Опасный преступник с психическими отклонениями, в частности ещё в детстве страдал маниакальным желанием что-нибудь «разобрать» в результате ещё подростком его отправили на лечение. В 21 год Нарцисо застал свою девушку с другим мужчиной и обоих расчленив на маленькие части в результате чего попал в тюрьму на 12 лет. Даже Эмпорио боялся его. Однако к удивлению всех Нарцисо решает помочь Джолин, так как влюбился в неё с первого взгляда и даже решил жениться на ней. Участвовал в финальной битве против Пуччи, где погибает от кулака стенда Джолин под контролем Пуччи. В альтернативной вселенной без Пуччи, он жив и его зовут Анакис. Его стенд Diver Down способен заключать в предметы силу, а потом высвобождать её.

### Везер Репорт

Везер Репорт

Везер Репорт (яп. ウェザー・リポート Вэдза: Рипо:то) (настоящее имя — Уэс Блюмарин (ウェス・ブルーマリン Вэсу Бурю: марин), при рождении — Доменико Пуччи) — один из союзников Джолин, впервые наряду с Нарцисо был показан в комнате Эмпорио. Приговорён к заключению на 6 лет за попытку убийства, однако не помнит ничего из своей прошлой жизни, у него есть привычка ходить на цыпочках, а также читать телепрограммы, хотя он не смотрит телевизор. Очень несговорчив, а когда говорит, что должен приближается близко к лицу собеседника. Позже выясняется, что он является братом-близнецом Энрико Пуччи, и его подменили мёртвым ребёнком при рождении. После трагичного случая с Перлой, одновременно со своим братом, раскрывает в себе стенд, управляющим погодой. Получив обратно свои воспоминания, он активирует обновлённую версию своего стенда, «Heavy Weather», который превращает всё живое в улиток от прикосновения от радуг или от самих улиток. Найдя с Анасуем своего брата, они вступают в битву, где в итоге Везер погибает от руки стенда Whitesnake. В альтернативной вселенной без Пуччи он жив. Благодаря своему стенду «Weather Report», он может контролировать потоки воздуха и огня. Однако радиус его стенда один метр. Способен в вакууме создавать «воздушные скафандры», которые однако действуют не больше 2-х минут.

### Гвесс
Гвесс (яп. グェス Гуэсу) — новая сокамерница Джолин. Села на 12 лет в тюрьму из-за поджога и попытки убийства. Психически неуравновешенная и двуличная женщина, которая сначала издевается над Джолин. Приобрела подарок Джолин от её отца и сама поранилась от осколка, приобретя свой стенд. С помощью него может уменьшать человека, и долгое время издевалась над мужчиной, которого спрятала в чучеле попугая. Позже уменьшила и Джолин, чтобы та пробралась к центру управление и открыла все тюремные двери. Однако Джолин проваливает задание, так как быстро увеличивается в размере. В результате стенд Гвесс нападает на Джолин, а сама Гвесс решает подставить Джолин, объявив, что она пыталась бежать из тюрьмы. В ответ стенд Джолин жестоко избивает Гвесс. После чего девушка начинает бояться Джолин и очень мила с ней.

### Джонгали Эй
Джонгали Эй (яп. ジョンガリ・A Дзёнгари А) — последователь Дио Брандо и хочет отомстить семье Джостаров, надеясь убить Джолин в тюрьме. Он бывший солдат приговорён к 7 годам лишения свободы за убийство. С помощью своего стенда может изменять траекторию движения пули, делая прицел на 100 % точным, а также чувствовать воздух, определяя местоположение цели. Именно он подстроил несчастный случай с аварией и подкупил адвоката Джолин, чтобы та попала в тюрьму. Сначала кажется, что Дзётаро убил его, но на деле это была галлюцинация, из которой смогла выбраться Джолин и разбудила Дзётаро. Во время настоящего боя Джонгали забирает сущность Дзётаро. Стенд, который помогал Джонгали, впоследствии убивает его.

### Вивиано Уэствуд
Вивиано Уэствуд (яп. ヴィヴァーノ・ウエストウッド Вивиа:но Уэсуто:ддо) — один из тюремных стражей. Напал на Джолин, когда та находилась в камере строгого режима. Обладает стендом Planet Waves, способным притягивать кометы из космоса и направлять их в сторону противника. Также обладает сверхчеловеческой силой и скоростью, способен видеть насквозь противника, в том числе и его уроны. Был в результате побеждён Джолин.

### Тандер Маккуин
Тандер Маккуин (яп. サンダー・マックイイーン Санда: Маккуии:н) — эгоцентричный мужчина, который считает себя изгоем. Обладает стендом. Вайтснейк забрал у него один из дисков сущности, который попал в руки Эрмес. Если хозяин пытается покончить самоубийством, то стенд способен захватить ближайшую цель и убить таким же способом. Попал в тюрьму, так как случайно выстрелил в девушку, пытавшуюся покончить с собой, из-за чего сел на 8 лет. Так Тандер дважды пытался покончить самоубийством в туалете, но его спасала Эрмес, спасая и себя от его стенда. Позже снова делает попытку самоубийства с помощью тока. Но его снова пытается остановить Эрмес. Однако он всё же кончает жизнь самоубийством, а Эрмес спасается благодаря стенду и забирает у него второй диск сущности.

### Милашон
Милашон (яп. ミラション Мирасён) — девушка, страдающая клептоманией, патологической ложью и тягой к азартным играм. Решила на ставку сыграть с Джолин и Эрмес, но жульничеством добилась того, что они должны ей тысячу долларов. Её истинной целью были диски сущности Дзётаро, которые она намеревалась забрать у главных героинь вместе с органами на чёрный рынок. Впоследствии была жестоко избита самой Джолин. Её стенд, Marilyn Manson, следит за исполнением пари которые заключает его хозяйка. По сути он следит за тем чтобы никто не мухлевал и выплачивал долги. В случае если кто-то нарушает правила или честно проигрывает он сразу же забирает у проигравшего сумму на которую он поспорил, если человек не может выплатить её деньгами или имуществом, он будет брать его органы, начиная с печени. Marilyn Manson невозможно нанести урон если ты проиграл пари. Как только Marilyn Manson активируется, жертва не сможет скрыть от него ни одного секрета.

### Лэнг Ланглер
Лэнг Ланглер (яп. ラング·ラングラ Рангу Рангура) — был посажен за угон самолёта и убийство женщины. Имеет присоски на пальцах рук и ног, благодаря чему может бегать по стенам. При контакте с его слюной жертва становится невесомой а также всё остальное, до чего жертва притрагивается, в том числе и воздух, невесомый воздух со временем вытесняется, создавая вокруг жертвы вакуум заставляя её задохнуться. Был впоследствии повержен Джолин.

### Спорт Макс
Спорт Маккс (яп. スポーツ・マックス  Супо:цу Маккусу) — гангстер, работавший под прикрытием продавца автомобилей. Когда-то зверски убил Глорию, старшую сестру Эрмес, так как та случайно застала убийство на улице с участием Спорт Макса. После чего он попал в тюрьму на 5 лет, где его заметила Эрмес и решила убить в знак мщения. Эрмес заточила Спорта в трубе, где он утонул, однако благодаря своему стенду возродился в виде невидимого зомби и напал на Эрмес. Его стенд Limp Bizkit способен «оживлять» трупы различных существ, которые в форме невидимых зомби нападают на противника. Эта способность может использоваться и на самом Спорт Максе в случае его смерти. В конечном счёте был дважды убит Эрмес.

### Гуччио
Гуччио (яп. グッチョ Гуттё) — заключённый, посланный устроить драку в карцере. Сел на 5 лет за воровство и попытку изнасилования. Попросил главных героев помочь ему выбраться наружу. Те повели его к выходу, предварительно посадив в него Diver Down Анасуя, из-за чего у Гуччио из груди вырываются рёбра, что наносит травму Диэнджи. Позже его труп был найден Пуччи. Его стенд, Survivor, представляет собой сеть очень маленьких осьминогоподобных существ жёлтого цвета. Обладают неким подобием лица. Порой незаметны даже для владельцев стендов. По заявлению Дио, является самым слабым стендом в мире, он не может напрямую атаковать или вообще как либо наносить урон другим существам. Единственное что он может — это посылать короткие электрические импульсы в мозг человека, провоцируя его на агрессию, поднимая его боевой дух и давая жертве возможность видеть самые сильные стороны противника.

### Кэндзо
Кэндзо (яп. ケンゾー Кэндзо:) — 78 летний старик, посаженный в тюрьму на 280 лет. Сидел тут уже с 1969 года. Верил в то, что является пророком Будды. В своей молодости основал секту, куда входили 30 тысяч человек, в том числе звёзды Голливуда и другие известные личности, самого Кэндзо почитали, как бога. Когда секту попытались прикрыть ФБР, Кэндзо накачал 34 приспешника наркотиками и они устроили массовое самосожжение, но Кэндзо выжил. После чего попал в тюрьму, 40 лет оттачивал свои навыки и соблюдал уринотерапию. Он способен заставить любую жертву «утонуть», даже в нескольких каплях воды. Его стенд Dragon Dream указывает Кэндзо на наиболеe уязвимые точки противника, позволяя наносить 100%-ный урон противнику. Примечательно, что его стенд обладает собственной волей и даже может попытаться помочь противнику, предупредив об атаке. Был сильно ранен при схватке с Фу Файтерс, впоследствии его добил Нарцисо.

### Энрико Пуччи
Энрико Пуччи (яп. エンリコ・プッチ) — главный злодей 6 части и священник. Был воспитан в богатой семье. Является братом-близнецом Везера Репорта. У Энрико также была искривлённая с рождения стопа. Был воспитан как католик и решил избрать путь священника уже в 15 лет. Однажды он встречает человека в церкви, который скрывался от солнечного света, после недолгого разговора, незнакомец мгновенно вылечил ноги Энрико, им оказался Дио Брандо. Энрико в знак благодарности позволил ему днём укрываться в церкви. После трагичного случая с его сестрой Перлой Пуччи раскрывает в себе стенд Whitesnake, с помощью которых можно стирать и изменять воспоминания, и на какое то время выдавать себя за другого человека. Позже Дио рассказывает о мире, который он стремится создать, и какие «ингредиенты» для этого необходимы. В конце концов Дио стал доверять Пуччи и даёт ему свою кость из пальца. Так Пуччи становится злодеем и к концу истории убивает практически всех главных героев основной вселенной, но погибает в альтернативном 2011 году от руки стенда Везера Репорта, который активировался после вставления диска в Эмпорио.
- Whitesnake — первый стенд, принадлежавший Энрико Пуччи, который сотрудничал с Джонгали. Способен погружать жертву в сон и отнимать её сущность. Во время боя он забирает сущность Дзётаро, и материализует их в 2 диска. После чего убивает и Джонгали. В отличие от других стендов — обладает разумом и достаточно самостоятелен.
- C-Moon — второй стенд, принадлежавший Энрико Пуччи, который образовался от слияния Green Baby и Whitesnake. Он способен создавать силу обратную гравитации с Энрико в центре на расстоянии до 3 километров.
- Made in Heaven — финальный стенд, принадлежавший Энрико Пуччи. Он имеет контроль над временем, который даёт ему подавляющее преимущество в скорости и даже противостоять способностям, которые могут останавливать время. Тем не менее, главный интерес для Пуччи — это способность создать с помощью него новую вселенную с необычайными свойствами.

## Определения

### *Стенд*
Стенд (яп. スタンド Сутандо) — воплощение энергетической сущности человека или животного, которое принимает облик фантома с причудливой внешностью. Обычные люди не способны их видеть. Каждый Стенд обладает индивидуальной и уникальной внешностью, большинство Стендов имеет гуманоидные черты. Стенды могут обладать самыми разными способностями, от колоссальной силы, управления элементами природы, до остановки времени, а также обладать явными недостатками. Например некоторые стенды не переносят свет, существуют только в отражении зеркала или не могут отходить дальше нескольких метров от владельца. Владелец непосредственно управляет самим стендом, но для этого стенд должен находится в его поле зрения. Одни стенды сильнее, другие слабее, однако их можно поделить на две основные категории;
- Близкодействующие стенды — как правило очень мощные и отлично подходят для прямых атак и обороны, но чаще всего не могут далеко отходить от владельца, они как правило контролируются непосредственно самим владельцем и имеют облик крупного гуманоида. Хозяин может напрямую управлять действиями стенда, так как видит его. Таким типом стенда владеют большинство главных героев, их союзников и главных злодеев всех частей манги, например Дзётаро Кудзё и Дио Брандо.
- Дальнодействующие стенды — стенды, способные действовать на дальнем расстоянии и автономно. Радиус их действия индивидуален, но может достигать нескольких километров. Такие стенды слабые и поэтому как правило нападают из засады, ориентируются на точечные атаки или дезориентацию противника. Сильные же стенды нуждаются в непрерывающимся источнике энергии. Стенды дальнего типа, находясь на расстоянии, не могут напрямую контролироваться хозяином, так как не в его поле зрения и поэтому действуют автономно, чаще всего подчиняясь примитивным правилам, например следовать источнику тепла или звука. Такие стенды выбирают либо ближайшею цель, либо преследуют определённую жертву, если на неё раннее указал владелец. Также некоторые стенды обладают признаками интеллекта и в таком случае могут абсолютно автономно действовать в угоду хозяину. Примерами интеллектуальных стендов, способных действовать в одиночку можно назвать Red Hot Chili Pepper, Foo Fighters, Whitesnake и Paisley Park. Однако манга показывала случаи, когда стенд с интеллектом отказывался подчиняться или даже намеренно убивал хозяина. Владельцами данных стендов являются преимущественно второстепенные враги, эпизодически появляющиеся в манге.
- Стенды смешанного типа — стенды, совмещающие в себе свойства близких и дальних стендов. Так вблизи они мощные и способны наносить поражающие и физические атаки, а на дальнем расстоянии слабы и ведут подрывную/разведывательную деятельность. Ярким примером служит Killer Queen Ёсикагэ Киры, представляющий собой типичный стенд ближнего действия, но способный отделять от себя фрагменты—бомбы Sheer Heart Attack, которые могут путешествовать на дальнее расстояние автономно, ориентируясь на тепло.

Каждый и даже самый слабый стенд способен в полной мере проявить себя и стать смертельной угрозой, если его владелец будет использовать стенд умело в нужных ситуациях и условиях. Одни стенды эффективны в близком или дальнем бою, другие подходят для подрывной деятельности.
Человек может обзавестись стендом при самых разных и таинственных обстоятельствах, в одних случаях способность владения стендом передаётся по наследству или же существуют артефакты, способные пробуждать у людей стенд. Стендом также могут обзавестись любые животное (манга показывала обезьян, собак, кошек, крыс, растения и даже планктон), и как правило они становятся слишком опасными, чтобы их оставлять в живых, так как животные не осознают, какую опасную силу приобрели и убивают любого, с кем встречаются или чувствуют потенциальную угрозу. Для того, чтобы владеть стендом, нужна большая духовная сила. В противном случае стенд истощит энергию хозяина и убьёт его. Если ранить стенд, то в это же место рану получает и хозяин, если уничтожить стенд, погибает и его хозяин.

### Хамон
Хамон (яп. 波紋 Хамон) — внутренняя сила некоторых людей, концентрические световые волны, имеющие похожую с солнечной энергией природу и поэтому смертельны для вампиров. Такие люди являются выжившими потомками племени солнечных людей, которые могли противостоять людям-богам, но в результате были истреблены вторыми, однако некоторые представители племени сбежали и их потомки проявляют в себе способность владеть хамоном. Хамоном владеет Джонатан и Джозеф Джостар а также их ныне покойные союзники. Вместе со смертью Дио, который был последним вампиром, необходимость в хамоне отпала. Хирохико Араки, автор сценария JoJo’s Bizarre Adventure, наделял силой хамона своих персонажей в первых двух частях манги Phantom Blood и Battle Tendency и отказался от неё в следующих частях после того, как придумал концепцию стендов.

### Люди-из-колонны
Люди-из-колонны (яп. 柱の男 Хосира но Отоко) — древняя раса сверх-людей, обитающая тысячи лет назад в Центральной Америке, где местные жители поклонялись им как богам. Они боялись солнца и нуждались в человеческой крови. В попытке побороть свою слабость к солнцу, они проводили разные эксперименты, один из которых стало создание каменных масок, наделяющих людей частично природой сверхлюдей, делая из них вампиров. Люди-из-колонны являются по сути более совершенной и могущественной версией вампира. Им свойственные уникальные способности, такие, как например вселение в тело или перемещение через микроскопическое пространства, также они способные обращаться в камень, если попадают под солнце, избегая окончательной смерти.Если же на него надеть каменную маску то он превратится в очень могущественное существо.

### Вампир
Вампир (яп. 吸血鬼 Кюкэцуки) — сверхъестественное существо, созданное в результате экспериментов древней сверх расы «людей-из-колонн». Обладают большей физической силой, питаются кровью, но через пальцы. Боятся солнечного света, ультрафиолетового излучения и хамона, так как превращаются в пепел. Чтобы стать вампиром высшего класса, нужно надеть на себя каменную маску и окропить её кровью. Она вонзает в череп «шипы», которые активируют части мозга, пробуждая скрытые возможности организма. Вампир высшего класса принимает молодой облик (если был старым), может создавать вампиров низшего класса или зомби, а также воскрешать давно умерших людей. Если человек получает вампирскую кровь, он не обращается, но его тело регенерирует, так был возвращён к жизни Джозеф Джостар. После событий 2 части манги все каменные маски были уничтожены, а в 3 части манги Дио стал последним вампиром (после Нукесаку и Ванилла Айса), так как не стремился обращать своих подчинённых. После смерти Дио вампиров больше не осталось.

### Зомби
Зомби (яп. 屍生人 Дзомби) — они же нежить низшего класса, которых могут создавать вампиры. При этом превратить в зомби можно даже старые останки людей, живших несколько веков назад. Хотя они слабее вампиров, не обладают их уникальными способностями и не регенерируют, они по-прежнему превосходят смертных в физической силе. Внешне похожи на живые трупы.

### Призрак
Призрак (яп. 幽霊 Юрэй) — существо из вселенной Jojo, появляется впервые в Diamond is Unbreakable. Призраком является неупокоенная душа умершего человека, которая по тем или иным причинам не смогла попасть в загробный мир. Их могут только видеть люди, владеющие стендами или животные. Несмотря на то, что для призрака не существует физических преград, он вынужден подчиняться правилам, например он может войти только в пустую комнату, или если живой человек дал на это ему разрешение. Призрак, при достаточной духовной силе может взаимодействовать с физическими объектами. Призрак не развивается/меняется, как личность, оставаясь заложником своих чувств, которые он испытывал перед смертью и сутью его существования является преследование некой предсмертной идеи или цели. Когда призрака больше ничего не держит на земле (например он выполнил цель, или объект его гнева умер), призрак находит покой и отправляется на небеса. Если призрак при жизни творил греховные дела, то отправляется в ад. Призрак может владеть стендом и вступать в сражение с живыми носителями стендов. На призраков охотятся чистильщики, яйцеподобные существа, которые при контакте с призраком, разрушают его и превращают в чистую энергию. Таким образом чистильщики контролируют популяцию призраков, чтобы они не стали угрозой для мира живых.

### Фонд Спидвагона
Фонд Спидуагон/Speedwagon Foundation (яп. スピードワゴン財団 Супи:довагон Дзаидан) — фонд, помогающий семье Джостаров и их потомкам. Был основан Робертом Э. О. Спидвагоном, верным союзником Джонатана Джостара из Phantom Blood. Постаревший Роберт нашёл нефтяную скважину и разбогател, основав  Фонд Спидвагона, после своей смерти он завещал дальше оказывать финансовую поддержку потомкам Джонатана Джостара, например обеспечение транспорта или поиск новых союзников со стендом. Так данный фонд упоминается в каждой следующей части манги JoJo.

### Стрела
Волшебный артефакт и макгаффин, упоминающийся в четвёртой и пятой частях франшизы JoJo. Стрела, поражая человека либо убивает его, или же наделяет его способностью стенда. Если же поразить стрелой уже носителя стенда, его стенд может эволюционировать в более совершенную версию «Requiem», однако новая версия приобретает самосознание, что может обернуться опасностью для самого носителя стенда. Стрелы были созданы из упавшего в Гренландии метеорита несколько десятков тысяч лет назад. Их создателем стал таинственный кузнец из ближнего востока, живший несколько тысяч лет назад, который верил, что металл из стрел наделяет человека силой богов. Стрелы были позабыты, пока в 70-е года XX века, во время экспедиции в Египет молодой Дьяволо (главный злодей Vento Aureo) не нашёл клад с наконечниками стрел. В обмен на ценную информацию о стрелах, Дьяволо продал пять из них Энье Гейл (которая судя по всему позже наделила злодея Дио силой стенда). После событий Stardust Crusaders, Дзётаро и Польнарефф отправились в Египет, в попытке поймать след людей, нашедших или купивших стрелы. Дзётаро изучал Америку и Азию, впоследствии узнав, что одна из стрел попала в Японию, в вымышленный город Морию. Поиск стрелы и его владельца раскрывается в сюжетной арке Diamond Is Unbreakable. Польнарефф же принялся изучать Европу и Африку и затем попал на след Дьяволо, отправившись в итоге в Италию согласно сюжету Vento Aureo. Тем не менее он был смертельно ранен самим Дьяволо.

## Восприятие

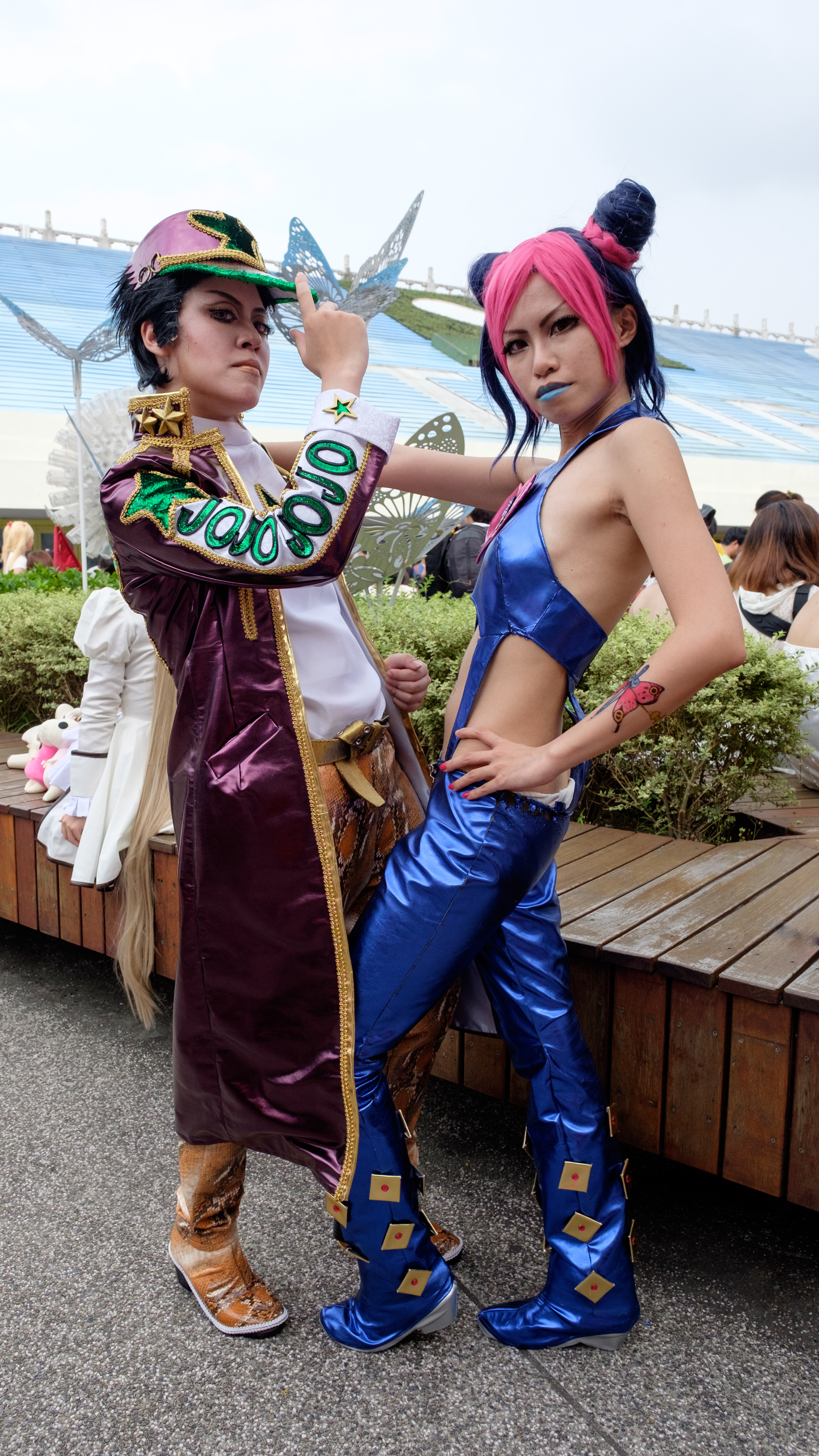
Косплеи Дзётаро и Джолин Кудзё

По словам автора манги Хирохико Араки — при создании персонажей он был вдохновлён известными фильмами-боевиками, такими как Рэмбо и Терминатор. На их фоне больше всего выделяется Дзётаро Кудзё. Сцены сражений также выглядят более правдоподобно по сравнению например с Dragon Ball. При обзоре первой части Phantom Blood, критики заметили, что главный герой Джонатан Джостар получился неинтересным персонажем, а история держится на его союзниках, Спидвагоне и Цеппели, и главном враге Дио Брандо. При обзоре Stardust Crusaders, критик сайта ootb-media отметил, что главный герой Дзётаро получился холодным: он не джентльмен, как Джонатан, но и не обманщик, как Джозеф. Дио возвращается и становится ещё более харизматичным, чем в первой части манги. Сюжет удачно балансирует между юмором и серьёзностью.
Необычные позы персонажей, изображаемые в манге, стали своеобразным мемом, а фанаты манги могут копировать позы и выкладывать фотографии в интернет. Также, лица многих персонажей могут отличаться излишней «подробностью и гламурностью», в результате чего некоторые художники и фотографы могут пародировать работы Араки.
Одни из наиболее известных и узнаваемых персонажей вселенной Jojo —— Дзётаро Кудзё и Дио Брандо. Например фанатом Дзётаро является Кяри Памю Памю и во время своих выступлений часто принимает культовые позы Дзётаро и других персонажей из манги. Кроме того, она назвала свою собаку Jojo и для интервью также надевала косплей персонажа Дзётаро. Позу Дзётаро также использовал Клинт Иствуд, известный американский актёр для фотографии в журнале в честь 25-летия манги. Иствуд также лично встречался с Хирохико Араки, автором манги. Дио стал однажды причиной крупного скандала между создателями OVA-адаптации и исламистами, которые обнаружили, что в одном из коротких кадров Дио читал суру из Корана, которую японцы случайно вставили не разбиравшись в арабском тексте. Исламисты расценили это как оскорбление ислама и пропаганду образа мусульман, как террористов. В результате компании Viz Media и Shueisha были вынуждены были принести извинения и прекратить публикацию манги на целый год..
Несмотря на то, что Дио Брандо является самым узнаваемым злодеем, лучшим злодеем принято считать Ёсикагэ Киру, который даже номинировался как лучший злодей года на премию Villain of the Year в 2017 году, где проиграл Гаку Ясиро из аниме «Город, в котором меня нет», не добрав примерно 400 голосов
По результатам голосования фанатов в Weekly Shonen Jump в 2018 году, Джорно Джованна, главный герой манги Vento Aureo занял второе место в списке сильнейших героев всех времён.